# 1 lutego
1 lutego jest 32. dniem w kalendarzu gregoriańskim. Do końca roku pozostało 333 (w latach przestępnych 334) dni.

## Święta
- Imieniny obchodzą: Brygida, Cecyliusz, Dziadumiła, Emil, Paweł, Pioniusz, Piotr, Prosimir, Sewer, Siemirad, Weridiana, Winand, Winanda, Wirydiana, Zybart, Zybert, Zybracht, Zygbert i Żegota
- Irlandia, Szkocja – Imbolc (Dzień Świętej Brygidy) święto celtyckie
- Mauritius – Rocznica zniesienia niewolnictwa
- Wspomnienia i święta w Kościele katolickim[1][2] obchodzą:
  - bł. Alojzy Variara (apostoł trędowatych)
  - bł. Benedykt Daswa (męczennik)
  - św. Brygida z Kildare (dziewica)
  - św. Rajmund z Fitero (cysters)
  - bł. Reginald z Orleanu (dominikanin)
  - św. Sewer z Rawenny (biskup)
  - św. Sigebert (Zygisbert) III

## Wydarzenia w Polsce
- 1411 – Zawarto I pokój toruński kończący tzw. wielką wojnę pomiędzy Polską i Litwą a zakonem krzyżackim.
- 1465 – Wojna trzynastoletnia: po półrocznym oblężeniu skapitulowała krzyżacka załoga w Nowem nad Wisłą.
- 1538 – Polskie chorągwie pograniczne poniosły klęskę nad rzeką Seret w bitwie z wojskiem mołdawskim.
- 1556 – Królowa Bona Sforza opuściła Kraków i udała się do dziedzicznego księstwa Bari we Włoszech.
- 1655 – IV wojna polsko-rosyjska: zwycięstwem wojsk polsko-tatarskich nad rosyjsko-kozackimi zakończyła się bitwa pod Ochmatowem.
- 1661 – IV wojna polsko-rosyjska: w okupowanym przez Rosjan Mohylewie wybuchło powstanie mieszczan, dzięki któremu miasto powróciło do Rzeczypospolitej.
- 1717 – W Warszawie odbyły się obrady Sejmu, w trakcie których pod naciskiem Rosji ograniczono kontyngent wojsk saskich w Polsce i liczebność polskiego wojska oraz potwierdzono wolności szlacheckie i zmniejszono władzę hetmanów (tzw. Sejm niemy).
- 1840 – W wyniku zatoru lodowego powstało nowe ramię ujściowe Wisły, nazwane później przez Wincentego Pola Wisłą Śmiałą.
- 1863 – Komitet Prowincjonalny Litewski pod przewodnictwem Konstantego Kalinowskiego zwrócił się do ludności Białorusi i Litwy z apelem o chwycenie za broń.
- 1905 – Rewolucja 1905: w Zagłębiu Dąbrowskim rozpoczął się strajk generalny zainicjowany przez PPS[3]
- 1919 – Rozpoczęto regularne zajęcia w Gimnazjum Białoruskim w Wilnie.
- 1922 – W Wilnie na inauguracyjnym posiedzeniu zebrał się Sejm Litwy Środkowej.
- 1923 – Podpisano polsko-radziecki układ o wymianie więźniów politycznych.
- 1925 – Stacja doświadczalna Polskiego Towarzystwa Radiotechnicznego nadała pierwszą oficjalną audycję radiową. To wydarzenie uznaje się za początek publicznej radiofonii w Polsce.
- 1928 – Założono Aeroklub Krakowski.
- 1929 – Dokonano oblotu prototypu samolotu Lublin R.X.
- 1943 – Powstanie zamojskie: partyzanci z Batalionów Chłopskich rozbili w bitwie pod Zaborecznem niemiecki oddział mający dokonać pacyfikacji wsi.
- 1944 – W Warszawie żołnierze oddziału specjalnego Kedywu Komendy Głównej AK dokonali udanego zamachu na Franza Kutscherę, szefa SS i policji Dystryktu Warszawskiego.
- 1945:
  - Armia Czerwona wkroczyła do Torunia, Myśliborza, Szlichtyngowej i Wschowy.
  - Siedzibę władz państwowych przeniesiono do Warszawy.
- 1947 – Utworzono Politechnikę Szczecińską.
- 1957 – Ustanowiono odznaczenie wojskowe Wielkopolski Krzyż Powstańczy.
- 1968 – W Rzeszowie został założony zespół bluesrockowy Breakout.
- 1976 – 17 osób zginęło, a 11 zostało rannych w wyniku wybuchu gazu w budynku mieszkalnym w Gdańsku.
- 1981 – Premiera 1. odcinka serialu telewizyjnego Rodzina Leśniewskich w reżyserii Janusza Łęskiego.
- 1982 – Wprowadzono podwyżki cen żywności średnio o 241% oraz opału i energii średnio o 171%.
- 1992 – Rozpoczęło nadawanie warszawskie Radio WAWA.
- 1997 – Uruchomiono Poznański Szybki Tramwaj.
- 2005 – W Internecie została opublikowana tzw. Lista Wildsteina, wyniesiona przez dziennikarza Bronisława Wildsteina z Instytutu Pamięci Narodowej, zawierająca nazwiska pracowników peerelowskich służb bezpieczeństwa, ich tajnych współpracowników oraz kandydatów na współpracowników.

## Wydarzenia na świecie

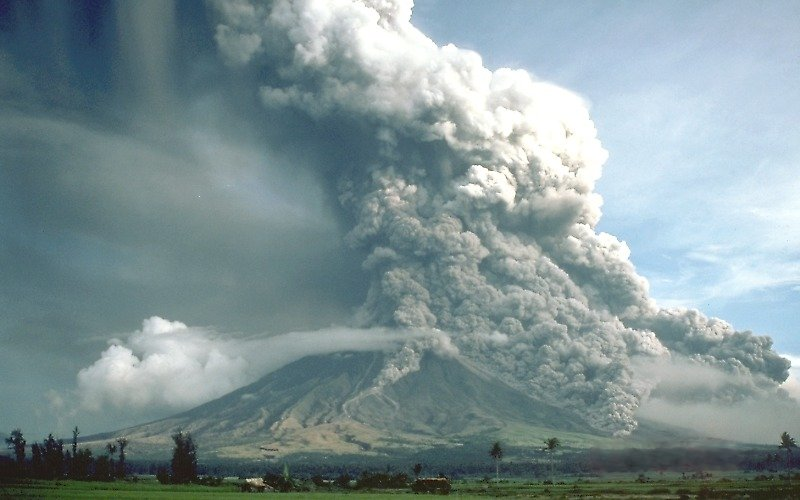
Wybuch wulkanu Mayon (zdjęcie z 1984)

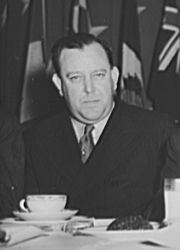
Pierwszy sekretarz generalny ONZ Trygve Lie wybrany w 1946

- 772 – Hadrian I został wybrany na papieża.
- 1186 – Joannici nabyli zamek Margat w Syrii.
- 1222 – Andronik I Gidos został cesarzem Trapezuntu.
- 1327 – Edward III został koronowany na króla Anglii.
- 1431 – Papież Marcin V zwołał sobór do Bazylei.
- 1662 – Armia chińska pod dowództwem Koxingi zdobyła ostatni broniony przez Holendrów fort na Tajwanie, wypierając ich ostatecznie z wyspy.
- 1671 – Car Rosji Aleksy I Romanow ożenił się po raz drugi (z Natalią Naryszkiną).
- 1702 – Wojna o sukcesję hiszpańską: stoczono nierozstrzygniętą francusko-austriacką bitwy pod Cremoną.
- 1713 – Mieszkańcy Bender nad Dniestrem zbuntowali się przeciwko internowanym tam resztkom armii szwedzkiej króla Karola XII, rozbitej 3,5 roku wcześniej w bitwie pod Połtawą przez Rosjan. Król został pojmany i osadzony w areszcie domowym w Konstantynopolu, a szwedzka enklawa Karlstad zlikwidowana.
- 1748 – Serbski Nowy Sad otrzymał obecną nazwę i status wolnego miasta królewskiego.
- 1781 – Wojna o niepodległość Stanów Zjednoczonych: zwycięstwo wojsk brytyjskich w bitwie pod Cowan’s Ford w Karolinie Północnej.
- 1790 – W Nowym Jorku odbyło się pierwsze posiedzenie Sądu Najwyższego Stanów Zjednoczonych.
- 1793 – Francja wypowiedziała wojnę Wielkiej Brytanii i Holandii.
- 1796 – Stolica brytyjskiej Górnej Kanady została przeniesiona z Newark (obecnie Niagara-on-the-Lake) do Yorku (obecnie Toronto).
- 1801 – Cesarz Paweł I Romanow i jego rodzina przeprowadzili się z Pałacu Zimowego do nowo wybudowanego Zamku Michajłowskiego w Petersburgu.
- 1810 – Wojna na Półwyspie Iberyjskim: wojska francuskie pod wodzą marszałka Nicolasa Jeana de Dieu Soulta zajęły Sewillę.
- 1811 – U wschodniego wybrzeża Szkocji uruchomiono latarnię morską Bell Rock.
- 1814:
  - Rozpoczął się ostatni jarmark na zamarzniętej Tamizie w Londynie. Jarmarki organizowano od XV wieku podczas tzw. małej epoki lodowej.
  - VI koalicja antyfrancuska: zwycięstwo wojsk sprzymierzonych w bitwie pod La Rothière.
  - W wyniku wybuchu wulkanu Mayon na filipińskiej wyspie Luzon zginęło ponad 1200 osób.
- 1819 – Papież Pius VII erygował diecezję San Cristóbal de La Laguna w Hiszpanii.
- 1820 – Wojna domowa w Argentynie: zwycięstwo wojsk federalnych nad Unitarystami w bitwie pod Cepeda.
- 1829 – Psychicznie chory Jonathan Martin, starszy brat angielskiego malarza i grawera Johna, podpalił gotycką katedrę York Minster, która doszczętnie spłonęła.
- 1835 – Na Mauritiusie zniesiono niewolnictwo.
- 1841 – Na południowo-zachodnim wybrzeżu Irlandii uruchomiono latarnię morską Valentia.
- 1842 – Założono francuskie Stowarzyszenie Ekonomii Politycznej (SEP).
- 1843 – W mediolańskiej La Scali odbyła się premiera opery Lombardczycy na pierwszej krucjacie z muzyką Giuseppe Verdiego i librettem Temistocle Solery.
- 1846 – Zainaugurował działalność Teatr Dramatyczny w rosyjskim Irbicie.
- 1851 – Zatonął pierwszy niemiecki okręt podwodny „Brandtaucher”.
- 1864 – Wybuchła wojna duńsko-pruska.
- 1883 – Wojska francuskie zajęły Bamako w dzisiejszym Mali.
- 1884 – Ukazała się pierwsza edycja Oxford English Dictionary.
- 1885 – Kabinda w dzisiejszej Angoli została objęta protektoratem portugalskim.
- 1886 – W Wielkiej Brytanii utworzono trzeci rząd Williama Ewarta Gladstone’a.
- 1893 – W Teatro Regio w Turynie odbyła się premiera opery Manon Lescaut z muzyką Giacomo Pucciniego i librettem Ruggiera Leoncavallo, Marco Pragi, Giuseppe Giacosy, Domenica Olivy i Luigiego Illiki.
- 1896 – W Teatro Regio w Turynie odbyła się premiera opery Cyganeria z muzyką Giacoma Pucciniego i librettem i Giuseppe Giacosy oraz Luigiego Illiki.
- 1898 – W pożarze buszu w South Gippsland w australijskim stanie Wiktoria zginęło 12 osób i spłonęło około 2 tys. budynków.
- 1904 – Hannes Hafstein został pierwszym premierem Islandii.
- 1905 – Założono holenderski klub piłkarski ADO Den Haag.
- 1906 – Farerski poeta Símun av Skarði napisał wiersz Tú alfagra land mítt (Mój kraju najpiękniejszy), obecnie tekst hymnu Wysp Owczych.
- 1908 – Król Portugalii Karol I Dyplomata i jego starszy syn książę Ludwik Filip zostali zastrzeleni przez dwóch członków portugalskiej partii republikańskiej. Nowym królem został ranny w zamachu młodszy syn Manuel II Patriota.
- 1913 – Reprezentacja Filipin w piłce nożnej pokonała w swym pierwszym w historii meczu Chiny 2:1.
- 1917 – I wojna światowa: Niemcy rozpoczęli nieograniczoną wojnę podwodną.
- 1918 – W serii kolizji okrętów brytyjskiej Royal Navy koło Isle of May zginęło ponad 100 marynarzy.
- 1919 – W Paryżu został podpisany układ polsko-czeski o tymczasowym podziale Śląska Cieszyńskiego.
- 1920 – Utworzono Kanadyjską Królewską Policję Konną.
- 1923 – We Włoszech utworzono Milicję Faszystowską.
- 1924 – Wielka Brytania uznała ZSRR.
- 1929 – František Udržal został premierem Czechosłowacji.
- 1933 – Prezydent Niemiec Paul von Hindenburg rozwiązał Reichstag.
- 1936:
  - Utworzono japońskie parki narodowe: Daisen Oki i Towada-Hachimantai.
  - W Holandii zdelegalizowano młodzieżową organizację faszystowską Nationale Jeugdstorm.
- 1942 – II wojna światowa: Vidkun Quisling stanął na czele kolaboracyjnego rządu Norwegii.
- 1944:
  - II wojna światowa: z połączenia wszystkich organizacji francuskiego Ruchu Oporu powstały Francuskie Siły Wewnętrzne[4]
  - Trzęsienie ziemi w rejonie tureckiego miasta Bolu zabiło 4600 osób.
- 1946 – Norweg Trygve Lie został wybrany pierwszym sekretarzem generalnym ONZ.
- 1953 – 1853 osoby zginęły w Holandii, 307 w Wielkiej Brytanii i 28 w Belgii w wyniku powodzi wywołanej przez sztorm na Morzu Północnym.
- 1954:
  - Stolica regionu autonomicznego Sinciang w północno-zachodnich Chinach została przemianowana z Dihua na Urumczi.
  - W holenderskim Doetinchem założono zespół piłkarski De Graafschap.
- 1958:
  - Egipt i Syria utworzyły Zjednoczoną Republikę Arabską (ZRA).
  - Został wystrzelony pierwszy amerykański sztuczny satelita Ziemi Explorer 1.
- 1964 – Zwodowano atomowy okręt podwodny USS „Casimir Pulaski”.
- 1965 – Rzeka Hamilton we wschodniej Kanadzie została przemianowana na cześć zmarłego byłego brytyjskiego premiera Winstona Churchilla na Churchill.
- 1970 – 236 osób zginęło, a 360 zostało rannych w zderzeniu pociągów w Benevide w Argentynie.
- 1973 – W Południowej Afryce utworzono bantustan Venda.
- 1974 – 179 osób zginęło, a ponad 300 zostało rannych w pożarze 25-piętrowego wieżowca Joelma w brazylijskim São Paulo.
- 1976 – Stacja ABC rozpoczęła emisję serialu Pogoda dla bogaczy.
- 1978 – Roman Polański zbiegł z USA.
- 1979:
  - Irańska rewolucja islamska: ajatollah Ruhollah Chomejni powrócił do Teheranu z wygnania we Francji.
  - Zakończyła się 1. podróż apostolska Jana Pawła II, na Dominikanę i do Meksyku.
- 1981 – Premiera czechosłowackiego filmu Postrzyżyny w reżyserii Jirzego Menzla.
- 1982 – Powołano Konfederację Senegambii.
- 1985:
  - 58 osób zginęło w katastrofie radzieckiego samolotu Tu-134 w Mińsku.
  - Grenlandia wystąpiła z Europejskiej Wspólnoty Gospodarczej i Europejskiej Wspólnoty Energii Atomowej (EURATOM).
  - W swym domu w Gauting koło Monachium został zastrzelony przez terrorystów z RAF Ernst Zimmermann, szef firmy zbrojeniowej MTU.
- 1989 – Z połączenia miasta Kalgoorlie z hrabstwem Boulder w Australii Zachodniej powstało miasto Kalgoorlie-Boulder.
- 1990 – W Bułgarii zalegalizowano aborcję na życzenie w pierwszych 12 tygodniach ciąży.
- 1991 – 34 osoby zginęły, a 30 odniosło obrażenia w wyniku zderzenia samolotów pasażerskich Boeing 737 i Fairchild Swearingen Metroliner na pasie startowym w Porcie lotniczym Los Angeles.
- 1992:
  - Prezydent USA George H.W. Bush przyjął w Camp David prezydenta Rosji Borysa Jelcyna.
  - W Salwadorze, zgodnie z układem kończącym 16-letnią wojnę domową, weszło w życie zawieszenie broni.
- 1993:
  - Rumunia podpisała w Brukseli umowę stowarzyszeniową ze wspólnotami europejskimi.
  - W Brukseli rozpoczęły się negocjacje w sprawie przystąpienia Austrii, Finlandii i Szwecji do Unii Europejskiej.
- 2002 – Yu Shyi-kun został premierem Tajwanu.
- 2003:
  - Podczas powrotu z przestrzeni kosmicznej uległ awarii i zniszczeniu wahadłowiec Columbia, w wyniku czego zginęło 7 astronautów.
  - Wszedł w życie Traktat nicejski.
- 2004:
  - 109 osób zginęło, ponad 100 zostało rannych w podwójnym samobójczym zamachu bombowym na biura Demokratycznej Partii Kurdystanu i Patriotycznej Unii Kurdystanu w mieście Irbil w północnym Iraku.
  - Ponad ⅓ deputowanych irańskich złożyło mandaty w proteście przeciwko dyskwalifikacji przez Radę Strażników 2,5 tys. kandydatów w wyborach parlamentarnych.
  - W czasie obrzędu ukamienowania szatana w Mekce zostało zadeptanych 251 pielgrzymów, a 244 odniosło obrażenia.
- 2005:
  - 3 gruzińskich policjantów zginęło, a 26 cywilów odniosło obrażenia w eksplozji bomby przed komendą policji w Gori.
  - Kortezy odrzuciły projekt poszerzenia autonomii Kraju Basków.
  - Król Nepalu Gyanendra zdymisjonował rząd i przejął pełnię władzy w kraju.
  - Papież Jan Paweł II został późnym wieczorem przewieziony do rzymskiej kliniki Gemelli z powodu powikłań pogrypowych.
  - Rozpoczęła nadawanie stacja telewizyjna Biełaruś-24.
- 2006 – Ben Bernanke został przewodniczącym Rady Gubernatorów Systemu Rezerwy Federalnej USA.
- 2008:
  - 3 osoby zostały ranne w wyniku ostrzelania ambasady Izraela w stolicy Mauretanii Nawakszut.
  - 99 osób zginęło w dwóch samobójczych zamachach bombowych na bazarach w Bagdadzie.
  - Kazachstan i USA podpisały 5-letnie porozumienie wojskowe.
- 2009:
  - Jóhanna Sigurðardóttir została pierwszą kobietą-premierem Islandii.
  - Polska pokonała 31:23 Danię w meczu o trzecie miejsce rozgrywanych w Chorwacji 21. Mistrzostw Świata w Piłce Ręcznej.
  - W Soborze Chrystusa Zbawiciela w Moskwie odbyła się intronizacja nowego Patriarchy Moskwy i Wszechrusi Cyryla I.
- 2011 – Rewolucja w Egipcie: odbył się tzw. „Marsz Miliona”.
- 2012 – 79 osób zginęło, a około 1000 odniosło obrażenia w zamieszkach do których doszło na stadionie piłkarskim w egipskim Port Saidzie.
- 2013 – John Kerry został sekretarzem stanu USA.
- 2014 – Janet Yellen została przewodniczącą Rady Gubernatorów Systemu Rezerwy Federalnej USA.
- 2015 – Polska pokonała po dogrywce 29:28 Hiszpanię w meczu o trzecie miejsce rozgrywanych w Katarze 24. Mistrzostw Świata w Piłce Ręcznej Mężczyzn.
- 2016:
  - Chang San-cheng został premierem Tajwanu.
  - Serge Telle został ministrem stanu (szefem rządu) Monako.
- 2022 – Po rezygnacji z urzędu prezydenta Armenii przez Armena Sarkisjana p.o. prezydenta został przewodniczący Zgromadzenia Narodowego Alen Simonian.
- 2023 – Manuela Roka Botey objęła, jako pierwsza kobieta, urząd premiera Gwinei Równikowej.

## Urodzili się
- 1435 – Amadeusz IX, książę Sabaudii i Piemontu, błogosławiony (zm. 1472)
- 1447 – Eberhard II, książę Wirtembergii (zm. 1504)
- 1459 – Konrad Celtis, niemiecki humanista, poeta (zm. 1508)
- 1462 – Johannes Trithemius, niemiecki benedyktyn, pisarz, historyk, matematyk, kryptograf (zm. 1516)
- 1523 – Francesco Abbondio Castiglioni, włoski duchowny katolicki, biskup Bobbio, kardynał (zm. 1568)
- 1552 – Edward Coke, angielski prawnik, polityk (zm. 1634)
- 1566 – Maria od Wcielenia, francuska karmelitanka, błogosławiona (zm. 1618)
- 1625 – Ludwik Wittelsbach, hrabia palatyn i książę Pfalz-Veldenz (zm. 1694)
- 1640 – Leon Ferdynand Henckel von Donnersmarck, baron i hrabia cesarstwa, wolny pan stanowy Bytomia (zm. 1699)
- 1659 – (data chrztu) Jacob Roggeveen, holenderski admirał, podróżnik, odkrywca (zm. 1729)
- 1666 – Maria Teresa Burbon-Condé, księżniczka Condé i Enghien, tytularna królowa Polski (zm. 1732)
- 1673 – Alessandro Marcello, włoski kompozytor, poeta, filozof, matematyk (zm. 1747)
- 1687 – Johann Adam Birkenstock, niemiecki kompozytor, skrzypek (zm. 1733)
- 1690 – Francesco Maria Veracini, włoski kompozytor, skrzypek (zm. 1768)
- 1694 – Giuseppe Spinelli, włoski duchowny katolicki, arcybiskup Neapolu, kardynał (zm. 1763)
- 1701 – Johan Joachim Agrell, szwedzki kompozytor (zm. 1765)
- 1705 – Fabian Franciszek Pląskowski, polski duchowny katolicki, biskup pomocniczy chełmiński (zm. 1784)
- 1707 – Fryderyk Ludwik Hanowerski, książę Walii (zm. 1751)
- 1712 – Konrad Ernst Ackermann, niemiecki aktor (zm. 1771)
- 1735 – Jozsef Alvinczy von Berberek, austriacki feldmarszałek (zm. 1810)
- 1743:
  - Friedrich Leopold von Schrötter, pruski arystokrata, kameralista, kartograf, reformator (zm. 1815)
  - Johan Christopher Toll, szwedzki wojskowy, polityk, dyplomata (zm. 1817)
- 1745 – Karol Józef Habsburg, arcyksiążę austriacki (zm. 1761)
- 1747 – Serafin Morazzone, włoski duchowny katolicki, błogosławiony (zm. 1822)
- 1749 – Franz II. Xaver von Salm-Reifferscheidt-Krautheim, austriacki duchowny katolicki, biskup Gurk, kardynał (zm. 1822)
- 1750 – Ignacy Brzozowski, polski jezuita, teolog, pedagog (zm. 1820)
- 1758 – Ludwig Gotthard Kosegarten, niemiecki pastor, poeta (zm. 1818)
- 1761 – Christiaan Hendrik Persoon, francuski mykolog pochodzenia południowoafrykańskiego (zm. 1836)
- 1763 – Thomas Campbell, amerykański teolog protestancki (zm. 1854)
- 1768 – Jacques Alexandre Law de Lauriston, francuski generał, marszałek Francji pochodzenia szkockiego (zm. 1828)
- 1775 – Phillippe de Girard, francuski inżynier, wynalazca (zm. 1845)
- 1792 – Johann Friedrich Dieffenbach, niemiecki lekarz, chirurg (zm. 1847)
- 1793:
  - Kunegunda Białopiotrowiczowa, polska publicystka, poetka, pisarka, działaczka społeczna, emigrantka (zm. 1883)
  - Guilherme Henriques de Carvalho, portugalski duchowny katolicki, patriarcha Lizbony, kardynał (zm. 1857)
- 1794 – John Kerr, brytyjski arystokrata, polityk (zm. 1841)
- 1800 – Brian Houghton Hodgson, brytyjski przyrodnik, etnolog, urzędnik państwowy (zm. 1894)
- 1801:
  - Thomas Cole, amerykański malarz, poeta pochodzenia angielskiego (zm. 1848)
  - Ignacy Fonberg, polski chemik, lekarz (zm. 1891)
  - Adolf Fredrik Lindblad, szwedzki kompozytor (zm. 1878)
  - Émile Littré, francuski filolog, leksykograf, filozof, wykładowca akademicki (zm. 1881)
- 1804 – Handrij Zejler, łużycki duchowny ewangelicki, poeta, działacz narodowy, badacz folkloru (zm. 1872)
- 1805:
  - Teresa Couderc, francuska zakonnica, święta (zm. 1885)
  - Samuel Earnshaw, brytyjski duchowny anglikański, matematyk, fizyk, wykładowca akademicki (zm. 1888)
- 1806:
  - François Jouffroy, francuski rzeźbiarz (zm. 1882)
  - Kamil Mochnacki, polski oficer, uczestnik powstania listopadowego, działacz emigracyjny (zm. 1833)
- 1808 – Ludwika, księżniczka pruska, księżna holenderska (zm. 1870)
- 1809 – Moritz Sadebeck, niemiecki geodeta, kartograf, matematyk, pedagog (zm. 1885)
- 1810 – Raffaele d’Ambrosio, włoski duchowny katolicki, arcybiskup metropolita Durrës (zm. 1901)
- 1812 – Adolf Wiener, niemiecki rabin, uczony, intelektualista żydowski (zm. 1895)
- 1818 – Cecilio Acosta, wenezuelski humanista, prawnik, dziennikarz, filozof, prozaik, poeta (zm. 1881)
- 1821 – Georg Martin Ignaz Raab, austriacki malarz (zm. 1885)
- 1824 – Henry Somerset, brytyjski arystokrata, wojskowy, polityk (zm. 1899)
- 1826 – Ignacy Żagiell, polski podróżnik, przyrodnik, pisarz (zm. 1891)
- 1827 – Franciszek Salezy Andrzejewski, polski nauczyciel gimnazjalny, doktor filologii (zm. 1911)
- 1828 – Gustav Spangenberg, niemiecki malarz historyczny (zm. 1891)
- 1837 – Józef Pruszkowski, polski duchowny katolicki, historyk (zm. 1925)
- 1840 – Johann Karl Proksch, austriacki lekarz, historyk medycyny (zm. 1923)
- 1843 – Hugo Braesicke, niemiecki polityk, nadburmistrz Bydgoszczy (zm. 1898)
- 1844:
  - G. Stanley Hall, amerykański psycholog, pedagog (zm. 1924)
  - Edward Strasburger, polsko-niemiecki botanik, wykładowca akademicki (zm. 1912)
- 1845 – Karol Ejbisz, polski podporucznik, weteran powstania styczniowego (zm. 1934)
- 1847 – Ignacy Harde, polski porucznik, weteran powstania styczniowego (zm. 1940)
- 1848 – Adhémar Esmein, francuski prawnik, historyk prawa (zm. 1913)
- 1849 – Albert Lebourg, francuski malarz (zm. 1928)
- 1853 – Ottokar Chiari, austriacki laryngolog, wykładowca akademicki (zm. 1918)
- 1854 – Władysław Rzepko, polski altowiolista, dyrygent, kompozytor, pedagog (zm. 1932)
- 1857 – Władimir Biechtieriew, rosyjski neurolog, psychiatra, psycholog, neuroanatom (zm. 1927)
- 1858 – Ignaz Rieder, austriacki duchowny katolicki, arcybiskup Salzburga (zm. 1934)
- 1859:
  - Andrzej Maksymilian Fredro, polski ziemianin, poeta, austro-węgierski porucznik rezerwy (zm. 1898)
  - Karel Halíř, czeski skrzypek, pedagog (zm. 1909)
  - Victor Herbert, irlandzki wiolonczelista, dyrygent, kompozytor (zm. 1924)
  - Władysław Wejtko, polski generał dywizji (zm. 1933)
- 1860:
  - Antoni Józef Wagner, polski podpułkownik lekarz, zoolog, malakolog, muzealnik (zm. 1928)
  - Michel Zévaco, francuski pisarz (zm. 1918)
- 1861:
  - Henryk Bobiński, polski pianista, kompozytor (zm. 1914)
  - Carlos Meléndez, salwadorski polityk, prezydent Salwadoru (zm. 1919)
  - Emilio Pizzi, włoski kompozytor (zm. 1940)
- 1862:
  - Marian Massonius, polski filozof, psycholog, pedagog, działacz oświatowy, dziennikarz, wykładowca akademicki (zm. 1945)
  - Ksawery Orłowski, polski dyplomata (zm. 1926)
- 1863:
  - Jadwiga Borzęcka, polska zakonnica, współzałożycielka Zgromadzenia Sióstr Zmartwychwstania Pańskiego, czcigodna Służebnica Boża (zm. 1906)
  - Jose Maria Panganiban, filipiński pisarz, dziennikarz (zm. 1890)
- 1864 – Thomas Pryce-Jenkins, walijski rugbysta, lekarz (zm. 1922)
- 1865:
  - Ignacy Łopieński, polski grafik, medalier, rzeźbiarz, malarz (zm. 1941)
  - Kazimierz Mikołaj Michalkiewicz, polski duchowny katolicki, biskup pomocniczy wileński (zm. 1940)
  - Fryderyk Zoll (młodszy), polski prawnik, wykładowca akademicki (zm. 1948)
- 1866 – Robert Montgomery, irlandzki rugbysta (zm. 1949)
- 1867 – Bazyli (Bogojawleński), rosyjski biskup prawosławny (zm. 1918)
- 1868:
  - Stefan Luchian, rumuński malarz, grafik (zm. 1916)
  - Aleksander Szemiot, polski podpułkownik piechoty (zm. 1919)
- 1869 – Henryk Waghalter, polski wiolonczelista, kompozytor, pedagog pochodzenia żydowskiego (zm. 1961)
- 1870 – Erik Adolf von Willebrand, fiński internista, pediatra, wykładowca akademicki (zm. 1949)
- 1874 – Kazimierz Nitsch, polski językoznawca, slawista (zm. 1958)
- 1875:
  - Charles Foulkes, brytyjski hokeista na trawie, oficer (zm. 1961)
  - André Gaudin, francuski wioślarz (zm. 1926)
  - Jakub z Ghaziru, libański kapucyn, błogosławiony (zm. 1954)
  - Eddie Polo, amerykański aktor pochodzenia austriacko-żydowskiego (zm. 1961)
- 1877:
  - Kurt Rosenfeld, niemiecki prawnik, adwokat, polityk pochodzenia żydowskiego (zm. 1943)
  - Frank L. Shaw, amerykański polityk, burmistrz Los Angeles (zm. 1958)
- 1878:
  - Jan Augustyński, polski filolog klasyczny, profesor gimnazjalny, działacz polonijny (zm. 1943)
  - George Campbell, kanadyjski zawodnik lacrosse (zm. 1972)
  - Hattie Caraway, amerykańska polityk, senator (zm. 1950)
  - Thoralf Glad, norweski żeglarz sportowy (zm. 1969)
  - Walter Goehtz, niemiecki polityk, burmistrz Płotów i Gryfic (zm. 1946)
  - Alfréd Hajós, węgierski pływak, lekkoatleta, piłkarz pochodzenia żydowskiego (zm. 1955)
  - Milan Hodža, czechosłowacki dziennikarz, polityk, premier i p.o.prezydenta Czechosłowacji (zm. 1944)
  - Thomas MacDonagh, irlandzki poeta, dramaturg, jeden z przywódców powstania wielkanocnego (zm. 1916)
  - Franciszek Pius Radziwiłł, polski polityk (zm. 1944)
  - Charles Tate Regan, brytyjski ichtiolog (zm. 1943)
- 1879:
  - Henri Chrétien, francuski astronom, inżynier, wynalazca, wykładowca akademicki (zm. 1956)
  - Joseph Dowler, brytyjski przeciągacz liny (zm. 1931)
  - Andrés Ignacio Menéndez, salwadorski generał, polityk, prezydent Salwadoru (zm. 1962)
  - (lub 5 lutego) Władysław Neubelt, polski aktor, dyrektor teatralny (zm. 1965)
  - Louis-Marie Raucaz, francuski duchowny katolicki, marista, misjonarz, wikariusz apostolski Południowych Wysp Salomona (zm. 1934)
  - Adolf Siódmak, polski architekt pochodzenia żydowskiego (zm. 1944)
  - Rudolf Tomanek, polski duchowny katolicki, teolog, liturgista (zm. 1941)
- 1880:
  - Antonio Guarnieri, włoski dyrygent, wiolonczelista, kompozytor (zm. 1952)
  - Jan Jarkowski, polski lekarz neurochirurg, działacz emigracyjny (zm. 1929)
  - Francesco Balilla Pratella, włoski kompozytor, muzykolog (zm. 1955)
- 1882 – Louis St. Laurent, kanadyjski polityk, premier Kanady (zm. 1973)
- 1884 – Jewgienij Zamiatin, rosyjski pisarz (zm. 1937)
- 1885 – Camille Chautemps, francuski polityk, premier Francji (zm. 1963)
- 1887 – Jan Górski, polski policjant (zm. 1940)[5]
- 1888:
  - Franciszek Kleeberg, polski generał brygady (zm. 1941)
  - Gertruda Caton-Thompson, angielska archeolog (zm. 1985)
- 1889:
  - Tony Cargnelli, austriacki piłkarz, trener pochodzenia włoskiego (zm. 1974)
  - Roman Kozłowski, polski paleozoolog, geolog (zm. 1977)
  - Tadeusz Piskor, polski generał dywizji (zm. 1951)
- 1892 – Stanisław Guzicki, inżynier mechanik, profesor Politechniki Śląskiej, działacz komunistyczny (zm. 1976)
- 1894 – John Ford, amerykański reżyser filmowy (zm. 1973)
- 1896 – Anastasio Somoza García, nikaraguański polityk, dyktator Nikaragui (zm. 1956)
- 1898:
  - Franciszek Cholewiak, polski działacz chłopski, wiezień obozów koncentracyjnych (zm. 1943)
  - Leila Denmark, amerykańska pediatra, superstulatka (zm. 2012)
- 1899 – Tadeusz Jaczewski, polski zoolog, wykładowca akademicki (zm. 1974)
- 1900:
  - Anatolij Gołownia, rosyjski operator filmowy, pedagog (zm. 1982)
  - Zdzisław Jakubowski, polski porucznik pilot (zm. 1920)
  - Anna Leporska, rosyjska malarka (zm. 1982)
  - Jānis Lipke, łotewski robotnik portowy, Sprawiedliwy wśród Narodów Świata (zm. 1987)
- 1901:
  - Frank Buckles, amerykański kapral, superstulatek (zm. 2011)
  - Clark Gable, amerykański aktor (zm. 1960)
  - Edvard Westerlund, fiński zapaśnik (zm. 1982)
- 1902:
  - Heinosuke Gosho, japoński reżyser filmowy (zm. 1981)
  - Langston Hughes, amerykański poeta, prozaik, dramaturg, nowelista, felietonista (zm. 1967)
- 1903:
  - Anselm Knuuttila, fiński biegacz narciarski (zm. 1968)
  - Franz Reinisch, austriacki duchowny katolicki, pallotyn, Sługa Boży (zm. 1942)
  - Martin Peder Vangli, norweski biegacz narciarski (zm. 1976)
- 1904:
  - Paweł Dadlez, polski malarz, grafik (zm. 1940)
  - S.J. Perelman, amerykański pisarz, humorysta, scenarzysta pochodzenia żydowskiego (zm. 1979)
  - Joseph Asajirō Satowaki, japoński duchowny katolicki, arcybiskup metropolita Nagasaki, kardynał (zm. 1996)
- 1905:
  - Aleksander Hochberg, książę von Pless, kandydat do polskiej korony, żołnierz WP (zm. 1984)
  - Eddie Murphy, amerykański łyżwiarz szybki (zm. 1973)
  - Emilio Segrè, amerykański fizyk jądrowy pochodzenia włosko-żydowskiego, laureat Nagrody Nobla (zm. 1989)
- 1906 – Hildegarde, amerykańska aktorka, piosenkarka (zm. 2005)
- 1907 – Stanisław Kołodziej, polski duchowny katolicki, męczennik, Sługa Boży (zm. 1942)
- 1908:
  - Paolo Bertoli, włoski kardynał (zm. 2001)
  - Michaił Jewsiejenko, radziecki polityk (zm. 1985)
  - George Pal, amerykański reżyser, operator i producent filmowy pochodzenia węgierskiego (zm. 1980)
  - Tadeusz Ptaszycki, polski architekt, urbanista (zm. 1980)
  - Gene Sheldon, amerykański aktor (zm. 1982)
- 1909:
  - Ernesto Belis, argentyński piłkarz (zm. ?)
  - Therese Brandl, niemiecka nadzorczyni w obozach koncentracyjnych (zm. 1948)
  - George Beverly Shea, amerykański piosenkarz (zm. 2013)
- 1910 – Józef Andrzej Frasik, polski poeta, prozaik (zm. 1983)
- 1911:
  - Aagot Christie Løken, norweska neuropatolog (zm. 2007)
  - Michael Murach, niemiecki bokser (zm. 1941)
- 1912:
  - Leon Kaleta, polski żołnierz AK, major WP, działacz kombatancki (zm. 2022)
  - Ryszard Trenkler, polski duchowny luterański (zm. 1993)
- 1913 – Sergiusz Prytycki, białoruski i radziecki polityk (zm. 1971)
- 1914:
  - Aleksander Polus, polski bokser (zm. 1965)
  - Stanisław Werner, polski fizyk, inżynier, żołnierz AK, uczestnik powstania warszawskiego (zm. 2013)
- 1915:
  - Stanley Matthews, angielski piłkarz (zm. 2000)
  - Alicia Rhett, amerykańska aktorka (zm. 2014)
- 1916 – Aleksander Trojkowicz, polski malarz (zm. 1985)
- 1917:
  - Bill Leyden, amerykański gospodarz teleturnieju (zm. 1970)
  - Juan Tuñas, kubański piłkarz (zm. 2011)
- 1918:
  - Muriel Spark, szkocka pisarka (zm. 2006)
  - Ignacy Tokarczuk, polski duchowny katolicki, arcybiskup metropolita przemyski (zm. 2012)
- 1919:
  - Zbigniew Brym, polski pułkownik, fotografik, publicysta (zm. 2006)
  - Charles Dubin, amerykański reżyser filmowy i telewizyjny (zm. 2011)
  - Andrea King, amerykańska aktorka pochodzenia francuskiego (zm. 2003)
  - Nathan Mantel, amerykański statystyk (zm. 2002)
  - Wanda Węgierska, polska harcerka, żołnierka wywiadu podziemia (zm. 1943)
- 1920:
  - Celso Battaia, włoski piłkarz (zm. 2007)
  - Ignacy Bogdanowicz, polski malarz abstrakcjonista (zm. 1989)
  - Pierre Jonquères d’Oriola, francuski jeździec sportowy (zm. 2011)
- 1921:
  - Fernando González Valenciaga, hiszpański piłkarz (zm. 1988)
  - Aleksandra Grzeszczak, polska sanitariuszka AK (zm. 1944)
  - Peter Sallis, brytyjski aktor (zm. 2017)
  - Francisco Raúl Villalobos Padilla, meksykański duchowny katolicki, biskup Saltillo (zm. 2022)
- 1922:
  - Bogumił Andrzejewski, polski językoznawca, poeta (zm. 1994)
  - Marija Bajda, radziecka starszy sierżant (zm. 2002)
  - Aleksandr Szarow, rosyjski paleontolog (zm. 1973)
  - Renata Tebaldi, włoska śpiewaczka operowa (sopran) (zm. 2004)
- 1923:
  - Rika De Backer-Van Ocken, belgijska polityk (zm. 2002)
  - Ben Weider, kanadyjski działacz sportowy pochodzenia żydowskiego (zm. 2008)
- 1924:
  - Imanu’el Szefer, izraelski piłkarz, trener (zm. 2012)
  - Marian Zabłocki, polski naukowiec, specjalista silników spalinowych, wykładowca akademicki (zm. 2011)
- 1925:
  - Aleksander Franta, polski architekt (zm. 2019)
  - Irena Janosz-Biskupowa, polska historyk (zm. 2011)
  - Stanisław Kuś, polski profesor nauk technicznych, konstruktor, inżynier budownictwa (zm. 2020)
- 1926:
  - Vivian Maier, amerykańska fotografka (zm. 2009)
  - Anna Mizikowska, polska nauczycielka, uczestniczka powstania warszawskiego (zm. 2020)
  - Leonardo Polo, hiszpański filozof, wykładowca akademicki (zm. 2013)
  - Noemí Simonetto de Portela, argentyńska lekkoatletka, skoczkini w dal (zm. 2011)
- 1927:
  - Hans Gmür, szwajcarski dramaturg, kompozytor (zm. 2004)
  - Günter Guillaume, wschodnioniemiecki agent Stasi (zm. 1995)
  - Jolanta Owidzka, polska plastyczka, twórczyni tkaniny artystycznej (zm. 2020)
- 1928:
  - Alicja Jaruga, polska ekonomistka (zm. 2011)
  - Tom Lantos, amerykański polityk (zm. 2008)
  - Susumu Ohno, japoński biolog molekularny (zm. 2000)
  - Stuart Whitman, amerykański aktor (zm. 2020)
  - Tadeusz Zwiedryński, polski działacz podziemia antykomunistycznego i opozycji demokratycznej w okresie PRL (zm. 2017)
- 1929:
  - Edward Mesjasz, polski malarz batalista, pedagog (zm. 2007)
  - Jinzō Toriumi, japoński pisarz, scenarzysta filmowy (zm. 2008)
- 1930:
  - Shahabuddin Ahmed, banglijski prawnik, polityk, prezydent Bangladeszu (zm. 2022)
  - Tomás Barris, hiszpański lekkoatleta, średniodystansowiec (zm. 2023)
  - Hossain Mohammad Ershad, banglijski generał, polityk, premier i prezydent Bangladeszu (zm. 2019)
- 1931:
  - Iajuddin Ahmed, banglijski polityk, prezydent Bangladeszu (zm. 2012)
  - Madeleine Berthod, szwajcarska narciarka alpejska
  - Borys Jelcyn, rosyjski polityk, prezydent Rosji (zm. 2007)
  - Stanisław Nykiel, polski łyżwiarz szybki (zm. 2016)
  - Antoni Pszoniak, polski aktor (zm. 2018)
  - Zdzisław Soczewiński, polski bokser, trener (zm. 2016)
  - Andrzej Szafiański, polski reżyser teatralny i filmowy, scenarzysta (zm. 1973)
- 1932:
  - Yılmaz Atadeniz, turecki reżyser, scenarzysta i producent filmowy (zm. 2023)
  - Marian Marek Drozdowski, polski historyk, biografista, varsaviansta, profesor nauk humanistycznych (zm. 2025)
  - John Nott, brytyjski prawnik, ekonomista, polityk, minister obrony (zm. 2024)
  - Jan Petykiewicz, polski fizyk (zm. 2021)
  - Herman (Swaiko), amerykański duchowny prawosławny, metropolita całej Ameryki i Kanady (zm. 2022)
  - Hasan at-Turabi, sudański polityk (zm. 2016)
- 1933:
  - Peter Sillett, angielski piłkarz, trener (zm. 1998)
  - Svetlana Velmar-Janković, serbska pisarka, dziennikarka (zm. 2014)
  - Ryszard Zieniawa, polski judoka, trener (zm. 2020)
- 1934:
  - Nicolae Breban, rumuński prozaik, eseista
  - Janusz Koniusz, polski poeta, prozaik, dramaturg, publicysta (zm. 2017)
- 1935:
  - Władimir Aksionow, radziecki inżynier, kosmonauta (zm. 2024)
  - Henryk Przełożyński, polski akordeonista, pedagog (zm. 2006)
  - Lawrence Harold Welsh, amerykański duchowny katolicki, biskup Spokane i biskup pomocniczy Saint Paul i Minneapolis (zm. 1999)
- 1936:
  - Gervasio Gestori, włoski duchowny katolicki, biskup San Benedetto del Tronto-Ripatransone-Montalto (zm. 2023)
  - Serge Korber, francuski reżyser i scenarzysta filmowy (zm. 2022)
  - Tuncel Kurtiz, turecki aktor (zm. 2013)
  - Andrzej Ruszkowski, polski prawnik, działacz krajoznawczy i turystyczny, polityk, wojewoda sieradzki
- 1937:
  - Audrys Bačkis, litewski duchowny katolicki, nuncjusz apostolski, arcybiskup metropolita wileński, kardynał
  - Don Everly, amerykański muzyk, członek zespołu Everly Brothers (zm. 2021)
  - Tony Waiters, angielski piłkarz, bramkarz, trener (zm. 2020)
  - Maryan Wisniewski, francuski piłkarz pochodzenia polskiego (zm. 2022)
- 1938:
  - Rita Aczkina, rosyjska biegaczka narciarska
  - Jan Czopik-Leżachowski, polski poeta, prozaik, dziennikarz (zm. 1977)
  - Mario Desiderio, argentyński piłkarz
  - Janusz Dymek, polski reżyser i scenarzysta filmowy
  - Zinaida Ignatjewa, rosyjska pianistka (zm. 2022)
  - Heinz Steinmann, niemiecki piłkarz (zm. 2023)
- 1939:
  - George William Coleman, amerykański duchowny katolicki, biskup Fall River (zm. 2024)
  - Paul Gillmor, amerykański polityk (zm. 2007)
  - Joe Sample, amerykański pianista jazzowy, członek zespołów The Jazz Crusaders i The Crusaders (zm. 2014)
- 1940:
  - Anna Bujakiewicz, polska mykolog, wykładowczyni akademicka
  - Henryk Giżycki, polski aktor (zm. 1998)
  - Włodzimierz (Ikim), rosyjski biskup prawosławny
  - Roman Kalinowski, polski piłkarz ręczny, trener
  - Héctor Silva, urugwajski piłkarz (zm. 2015)
  - Joachim Stachuła, polski piłkarz (zm. 2013)
  - Wojciech Wiliński, polski aktor, konferansjer
- 1941:
  - Anatolij Firsow, rosyjski hokeista, trener, polityk (zm. 2000)
  - Nándor Gion, węgierski pisarz (zm. 2002)
  - Rudolf Michałek, polski inżynier rolniczy
  - Franco Nones, włoski biegacz narciarski
  - Jerry Spinelli, amerykański pisarz
  - Aleksandr Szydłowski, rosyjski piłkarz wodny
- 1942:
  - Franciszek Czudek, polski duchowny luterański, działacz społeczny i ekumeniczny (zm. 2018)
  - Terry Jones, brytyjski aktor, pisarz, członek grupy Monty Pythona (zm. 2020)
  - Lew Leszczenko, rosyjski piosenkarz
  - Nenê, brazylijski piłkarz (zm. 2016)
- 1943:
  - Elspeth Attwooll, brytyjska prawnik, wykładowczyni akademicka, polityk, eurodeputowana
  - Giennadij Czetin, rosyjski sztangista (zm. 2002)
  - Wiktor Dubynin, radziecki generał pułkownik (zm. 1992)
  - Rosemarie Frankland, brytyjska modelka, zdobywczyni tytułu Miss World (zm. 2000)
  - Marian Opania, polski aktor, artysta kabaretowy, wokalista
  - Frieder Otto Wolf, niemiecki filozof, politolog, wykładowca akademicki, polityk, eurodeputowany
- 1944:
  - Uriah Ashley, panamski duchowny katolicki, biskup pomocniczy Panamy, biskup diecezjalny Penonomé (zm. 2020)
  - Paul Blair, amerykański baseballista (zm. 2013)
  - Henri Depireux, belgijski piłkarz (zm. 2022)
  - Mike Enzi, amerykański polityk, senator (zm. 2021)
  - Dorota Miller, polska gimnastyczka
  - Andrzej Skłodowski, polski dziennikarz, taternik, alpinista (zm. 2007)
  - Dick Snyder, amerykański koszykarz
- 1945:
  - Georg Deuter, niemiecki muzyk, kompozytor
  - Tadeusz Junak, polski reżyser filmowy (zm. 2009)
  - Krzysztof Mętrak, polski eseista, krytyk literacki i filmowy, felietonista, dziennikarz (zm. 1993)
  - Tadeusz Zgółka, polski językoznawca, leksykograf (zm. 2021)
- 1946:
  - Marian Fluder, polski pediatra, chirurg, specjalista medycyny sportowej (zm. 2024)
  - Tamara Garkuszyna, rosyjska kolarka szosowa i torowa
  - Maria Ilnicka-Mądry, polska internistka, działaczka samorządowa, przewodnicząca Sejmiku Województwa Zachodniopomorskiego (zm. 2023)
  - Marek Kwapiszewski, polski literaturoznawca (zm. 2017)
  - José Pesarrodona, hiszpański kolarz szosowy
  - Elisabeth Sladen, brytyjska aktorka (zm. 2011)
- 1947:
  - Mike Brant, izraelski piosenkarz (zm. 1975)
  - Gaston Rahier, belgijski motocyklista rajdowy (zm. 2005)
  - Kazimierz Woźnicki, polski trener pływania
- 1948:
  - László Bálint, węgierski piłkarz, trener
  - Rick James, amerykański muzyk funky (zm. 2004)
  - Jerzy Matałowski, polski aktor (zm. 2013)
- 1949:
  - Joan Burton, irlandzka polityk
  - Franco Causio, włoski piłkarz
  - Anna Pasocha, radziecka wioślarka
  - Joanna Senyszyn, polska ekonomistka, wykładowczyni akademicka, polityk, poseł na Sejm RP i eurodeputowana
  - Robert Thalmann, szwajcarski kolarz szosowy (zm. 2017)
  - Zé Mario, brazylijski piłkarz, trener
- 1950:
  - Kieran Conry, brytyjski duchowny katolicki, biskup diecezjalny Arundel i Brighton
  - Kazimierz Nycz, polski duchowny katolicki, biskup pomocniczy krakowski, biskup koszalińsko-kołobrzeski, arcybiskup metropolita warszawski, kardynał
  - Małgorzata Paćko, polska strzelczyni sportowa
  - Rich Williams, amerykański gitarzysta, członek zespołu Kansas
- 1951:
  - Waldemar Chrostowski, polski duchowny katolicki, teolog, biblista
  - Jacek Falfus, polski geodeta, polityk, poseł na Sejm RP
  - Jerzy Hardie-Douglas, polski lekarz, samorządowiec, burmistrz Szczecinka
  - Albert Salvadó, andorski pisarz (zm. 2020)
- 1952:
  - Zbigniew Burzyński, polski inżynier, samorządowiec, prezydent Kutna (zm. 2025)
  - Jenő Jandó, węgierski pianista (zm. 2023)
  - António Lima Pereira, portugalski piłkarz (zm. 2022)
  - Wacław Strażewicz, polski samorządowiec, starosta powiatu giżyckiego
  - Stefan Tandecki, polski kontradmirał
  - Roger Tsien, amerykański biochemik, laureat Nagrody Nobla pochodzenia chińskiego (zm. 2016)
- 1953:
  - Miguel Ángel Alonso, hiszpański piłkarz
  - Constantine Bae Ki-hyen, koreański duchowny katolicki, biskup Masan
  - Jerzy Potz, polski hokeista, trener (zm. 2000)
- 1954:
  - Chuck Dukowski, amerykański basista, członek zespołów: Black Flag, Wurm i October Faction
  - Sławomir Gołaszewski, polski poeta, filozof kultury, dziennikarz (zm. 2015)
  - Aleksander Podolak, polski aktor
  - Wojciech Soporek, polski dziennikarz, tłumacz
  - Zoltán Sztanity, węgierski kajakarz
- 1955:
  - T.R. Dunn, amerykański koszykarz
  - Wojciech Hoffmann, polski gitarzysta, członek zespołów: Turbo, Non Iron i Czerwone Gitary
  - Augusto Inácio, portugalski piłkarz, trener
  - Władimir Korolow, rosyjski admirał
  - Endang Rahayu Sedyaningsih, indonezyjska lekarka, polityk (zm. 2012)
  - Satpal Singh, indyjski zapaśnik
  - Frankie Sullivan, amerykański gitarzysta, autor tekstów, członek zespołu Survivor
- 1956:
  - Exene Cervenka, amerykańska wokalistka, aktorka
  - Josef Lux, czeski inżynier rolnik, polityk (zm. 1999)
  - Monica Scattini, włoska aktorka (zm. 2015)
- 1957:
  - Dennis Brown, jamajski muzyk reggae (zm. 1999)
  - Bogusława Orzechowska, polska lekarka, polityk, senator RP
  - Dona Rosa, portugalska śpiewaczka fado
  - Walter Schachner, austriacki piłkarz, trener
  - Jackie Shroff, indyjski aktor
- 1958:
  - Luther Blissett, angielski piłkarz, trener
  - Søren Lerby, duński piłkarz, trener
  - Piotr Strojnowski, polski wokalista i muzyk reggae, współzałożyciel i lider zespołu Daab (zm. 2020)
- 1959:
  - Barbara Auer, niemiecka aktorka
  - Ottmar Liebert, niemiecki gitarzysta i kompozytor flamenco
  - Andrzej Macur, polski strzelec sportowy
- 1960:
  - Mirosław Trześniewski, polski trener koszykówki
  - Jakub Wołąsiewicz, polski dyplomata (zm. 2016)
- 1961:
  - John Byrne, irlandzki piłkarz
  - José Luis Cuciuffo, argentyński piłkarz (zm. 2004)
  - Izrael Cwajgenbaum, rosyjsko-amerykański malarz pochodzenia żydowskiego
  - Irina Czeluszkina, ukraińsko-serbska szachistka
  - Volker Fried, niemiecki hokeista na trawie
  - Paolo Gualtieri, włoski duchowny katolicki, arcybiskup, nuncjusz apostolski
  - Adnan Hamad, iracki piłkarz, trener
  - Jerzy Kossek, polski amerykanista, literaturoznawca, krytyk literacki, wykładowca akademicki
  - Bogdan Rzońca, polski samorządowiec, wicemarszałek województwa podkarpackiego
  - Hitoshi Saitō, japoński judoka (zm. 2015)
  - Focjusz (Sladojević), serbski biskup prawosławny
  - Daniel Tani, amerykański inżynier, astronauta pochodzenia chińskiego
  - Miguel Tendillo, hiszpański piłkarz
  - Armin Veh, niemiecki piłkarz, trener
  - Miloslav Vlček, czeski polityk
- 1962:
  - Manuel Amoros, francuski piłkarz
  - Adil al-Dżubajr, saudyjski dyplomata, polityk
  - Anna Kanakis, włoska modelka, aktorka, pisarka (zm. 2023)
  - Piotr Kąkolewski, polski aktor dziecięcy, architekt
  - Takashi Murakami, japoński artysta
  - Maryna Poroszenko, ukraińska lekarka, pierwsza dama
  - Nico Rienks, holenderski wioślarz
- 1963:
  - Wasyl Cuszko, ukraiński polityk
  - Xəzər İsayev, azerski zapaśnik
  - Katarzyna Kozyra, polska rzeźbiarka
  - Yasuharu Kurata, japoński piłkarz
- 1964:
  - Thies Kaspareit, niemiecki jeździec sportowy
  - Jani Lane, amerykański muzyk, wokalista, lider zespołu Warrant (zm. 2011)
  - Linus Roache, brytyjski aktor
  - Bugge Wesseltoft, norweski muzyk jazzowy, pianista, kompozytor, producent muzyczny
- 1965:
  - Jarosław Araszkiewicz, polski piłkarz
  - Muhammad Aszik, marokański bokser
  - John Bosman, holenderski piłkarz
  - Sherilyn Fenn, amerykańska aktorka
  - Stefania Grimaldi, księżniczka Monako, piosenkarka, projektantka mody
  - Bożena Harasimowicz, polska śpiewaczka operowa (sopran)
  - Grzegorz Kolosa, polski działacz związkowy (zm. 1993)
  - Brandon Lee, amerykański aktor (zm. 1993)
- 1966:
  - Michelle Akers, amerykańska piłkarka
  - Wasilis Dimitriadis, grecki piłkarz
  - Nicola Giuliano, włoski producent filmowy
  - Edyta Jungowska, polska aktorka
  - Rob Lee, angielski piłkarz
  - Hanna Marszałek-Kolasa, polska siatkarka
  - Jelena Nikołajewa, rosyjska lekkoatletka, chodziarka
  - Krzysztof Siemion, polski sztangista
- 1967:
  - Meg Cabot, amerykańska pisarka
  - Szymon Kuśmider, polski aktor
  - Héctor López, meksykański bokser (zm. 2011)
  - Veronika Oberhuber, włoska saneczkarka
- 1968:
  - Devair Araújo da Fonseca, brazylijski duchowny katolicki, biskup pomocniczy São Paulo
  - Monika Bolly, polska aktorka
  - Cheb Hasni, algierski piosenkarz (zm. 1994)
  - Lisa Marie Presley, amerykańska aktorka, piosenkarka, autorka tekstów (zm. 2023)
  - Mark Recchi, kanadyjski hokeista
  - Javier Sánchez, hiszpański tenisista
  - Pauly Shore, amerykański aktor, komik
  - Hannes Trinkl, austriacki narciarz alpejski
- 1969:
  - Gabriel Batistuta, argentyński piłkarz
  - Bahman Ghobadi, irański aktor, reżyser, scenarzysta i producent filmowy
  - Robert Gonera, polski aktor
  - Brian Krause, amerykański aktor
  - Alina Mleczko, polska saksofonistka
  - Joshua Redman, amerykański muzyk jazzowy
  - Nino Salukwadze, gruzińska strzelczyni sportowa
  - Patrick Wilson, amerykański perkusista, członek zespołu Weezer
- 1970:
  - Raúl Díaz Arce, salwadorski piłkarz
  - David Ekerot, szwedzki tenisista
  - Jan (Kowalenko), rosyjski biskup prawosławny
  - Jens Madsen, duński piłkarz
  - László Óváry, węgierski zapaśnik
  - Malik Sealy, amerykański koszykarz (zm. 2000)
  - Madżid Reza Simchah, irański zapaśnik
- 1971:
  - Arjan Bellaj, albański piłkarz
  - Marie Birkl, szwedzka snowboardzistka
  - Harald Brattbakk, norweski piłkarz
  - Mikołaj Górecki, polski kompozytor
  - Michael C. Hall, amerykański aktor
  - Roberto Petito, włoski kolarz szosowy
  - Tommy Salo, szwedzki hokeista, bramkarz, działacz i trener hokejowy
  - Francesco Tricarico, włoski piosenkarz
  - Ron Welty, amerykański perkusista
  - Zlatko Zahovič, słoweński piłkarz
- 1972:
  - Tego Calderón, portorykański raper, aktor
  - Isabel Fernández, hiszpańska judoczka
  - Leymah Gbowee, liberyjska działaczka społeczna, laureatka Pokojowej Nagrody Nobla
  - Siarhiej Łaurenau, białoruski sztangista
  - Johan Walem, belgijski piłkarz
  - Krzysztof Wybieralski, polski hokeista na trawie
  - Christian Ziege, niemiecki piłkarz
- 1973:
  - Tomasz Dudziński, polski polityk, poseł na Sejm RP
  - Andre Riddick, amerykański koszykarz
  - Yuri Landman, holenderski kompozytor, muzyk, konstruktor instrumentów muzycznych
  - Jelena Makarowa, rosyjska tenisistka
  - Nicoleta Matei, rumuńska piosenkarka
  - Óscar Pérez, meksykański piłkarz, bramkarz
  - Brygida Sakowska-Kamińska, polska akrobatka
- 1974:
  - Roberto Heras, hiszpański kolarz szosowy
  - David Meca, hiszpański pływak
  - Bartłomiej Nizioł, polski skrzypek
  - Richard Richardsson, szwedzki snowboardzista
- 1975:
  - Big Boi, amerykański raper
  - Tracy Cameron, kanadyjska wioślarka
  - Oleg Fistican, mołdawski piłkarz, trener
  - Paulo César Quevedo, meksykański aktor
  - Martijn Reuser, holenderski piłkarz
  - Ekaterini Tanu, grecka lekkoatletka, sprinterka
  - Tomáš Vlasák, czeski hokeista
- 1976:
  - Aleksandr Bogomołow, rosyjski siatkarz
  - Wałerij Bukajew, ukraiński przedsiębiorca, polityk (zm. 2009)
  - Phil Ivey, amerykański profesjonalny pokerzysta
  - Katrín Jakobsdóttir, islandzka polityk, premier Islandii
  - Muteba Kidiaba, kongijski piłkarz, bramkarz
  - Freddy Lim, tajwański polityk
  - Ian Midlane, angielski aktor filmowy i telewizyjny
  - Ren Ruiping, chińska lekkoatletka, trójskoczkini
- 1977:
  - Kevin Kilbane, irlandzki piłkarz
  - Hieroteusz (Kosakow), bułgarski biskup prawosławny
  - Katarzyna Kotula, polska działaczka społeczna, polityk, poseł na Sejm RP
  - Libor Sionko, czeski piłkarz
  - Robert Traylor, amerykański koszykarz (zm. 2011)
- 1978:
  - Samir Abasov, azerski piłkarz
  - Aleksandra Dereń, polska lekkoatletka, biegaczka średniodystansowa
  - Tobias Hans, niemiecki polityk, premier Saary
  - Markus Hurme, fiński snowboardzista
  - Agnieszka Karaczun, polska lekkoatletka, płotkarka
  - K’naan, somalijsko-kanadyjski poeta, muzyk
  - Claudia Nystad, niemiecka biegaczka narciarska
  - Sara Tavares, portugalska piosenkarka, gitarzystka, kompozytorka (zm. 2023)
  - Marion Wagner, niemiecka lekkoatletka, sprinterka
- 1979:
  - Valentín Elizalde, meksykański piosenkarz (zm. 2006)
  - Juan, brazylijski piłkarz
  - Rachelle Lefèvre, kanadyjska aktorka
  - Julie Roberts, amerykańska wokalistka country
  - Aino-Kaisa Saarinen, fińska biegaczka narciarska
  - Rutina Wesley, amerykańska aktorka
- 1980:
  - Goga Aszkenazi, kazachsko-rosyjska bizneswoman
  - Kenan Hasagić, bośniacki piłkarz, bramkarz
  - Moisés Muñoz, meksykański piłkarz, bramkarz
  - Ellen Trane Nørby, duńska polityk
  - Aleksander Šeliga, słoweński piłkarz, bramkarz
  - Paulo da Silva, paragwajski piłkarz
- 1981:
  - Rob Austin, brytyjski kierowca wyścigowy
  - Pablo Casado Blanco, hiszpański samorządowiec, polityk
  - Federica Faiella, włoska łyżwiarka figurowa
  - Christian Giménez, meksykański piłkarz pochodzenia argentyńskiego
  - Lamá, angolski piłkarz, bramkarz
- 1982:
  - Olivier Bausset, fiński żeglarz sportowy
  - Akseli Lajunen, fiński skoczek narciarski
  - Sandra Valužytė, litewska koszykarka, trenerka
  - Takanori Matsumoto, japoński wokalista, autor tekstów, członek zespołu The GazettE
  - Andrea Minguzzi, włoski zapaśnik
  - Oksana Udmurtowa, rosyjska lekkoatletka, skoczkini w dal i trójskoczkni
- 1983:
  - Iveta Benešová, czeska tenisistka
  - Alessandro Calvi, włoski pływak
  - Łukasz Kardas, polski wioślarz
  - Kiriłł Kolcow, rosyjski hokeista
  - Elena Leeve, fińska aktorka
  - Florian Liegl, austriacki skoczek narciarski, trener
  - Kevin Martin, amerykański koszykarz
  - Kifayət Qasımova, azerska judoczka
  - Tong Wen, chińska judoczka
  - Jurgen Van den Broeck, belgijski kolarz szosowy
- 1984:
  - Ararat Arrakelian, ormiański piłkarz
  - Darren Fletcher, szkocki piłkarz
  - David Hauss, francuski triathlonista
  - Anna Koncewa, ukraińska wioślarka
  - Arkadiusz Myrcha, polski prawnik, polityk, poseł na Sejm RP
  - Lee Thompson Young, amerykański aktor (zm. 2013)
- 1985:
  - Andrzej Dołecki, polski działacz społeczny, polityk
  - Asma Mahfuz, egipska blogerka, działaczka społeczna
  - Bojan Pavlović, serbski piłkarz
  - Karine Sergerie, kanadyjska taekwondzistka
  - Dean Shiels, północnoirlandzki piłkarz
- 1986:
  - Jorrit Bergsma, holenderski łyżwiarz szybki
  - Lauren Conrad, amerykańska osobowość telewizyjna, aktorka, projektantka mody
  - Justin Deeley, amerykański aktor
  - Dienis Parszyn, rosyjski hokeista
  - Ladislav Šmíd, czeski hokeista
  - Johan Vonlanthen, szwajcarski piłkarz pochodzenia kolumbijskiego
- 1987:
  - Sebastian Boenisch, polsko-niemiecki piłkarz
  - Richard Gynge, szwedzki hokeista
  - Anwar Junusow, tadżycki bokser
  - Heather Morris, amerykańska tancerka, aktorka
  - Costel Pantilimon, rumuński piłkarz, bramkarz
  - Giuseppe Rossi, włoski piłkarz
  - Ronda Rousey, amerykańska judoczka
  - Wu Jingyu, chińska taekwondzistka
- 1988:
  - Fatimih Dávila, urugwajska modelka (zm. 2019)
  - Adam Kaczmarzyk, polski koszykarz
  - Alima Ouattara, iworyjska lekkoatletka, tyczkarka
  - Sadat Ouro-Akoriko, togijski piłkarz
  - Ryu Han-su, południowokoreański zapaśnik
  - Alicja Sakowicz, polska lekkoatletka, wieloboistka
- 1989:
  - Alfreð Finnbogason, islandzki piłkarz
  - Reza Haghighi, irański piłkarz
  - Han Soo-ji, południowokoreańska siatkarka
  - Simon Hjalmarsson, szwedzki hokeista
  - Sara Jacobs, amerykańska polityk, kongreswoman
  - Jonas Lössl, duński piłkarz, bramkarz
- 1990:
  - Harib Al-Saadi, omański piłkarz
  - Ksienija Bondar, rosyjska siatkarka
  - Duje Čop, chorwacki piłkarz
  - Dan Gosling, angielski piłkarz
  - Irini Jeorgatu, grecka tenisistka
  - Laura Marling, brytyjska piosenkarka, autorka tekstów
  - Tessa Moult-Milewska, polska reżyserka filmów animowanych
  - Annalise Murphy, irlandzka żeglarska sportowa
  - Ksienija Naumowa, rosyjska siatkarka
  - Toby Onwumere, nigeryjsko-amerykański aktor
- 1991:
  - Luca Caldirola, włoski piłkarz
  - Faouzi Ghoulam, algierski piłkarz
  - Michaił Grigorjew, rosyjski hokeista
  - Chadidża al-Mardi, marokańska pięściarka
  - Grigori Minaškin, estoński judoka
  - Carlos Orrantía, meksykański piłkarz
  - Kyle Palmieri, amerykański hokeista
  - Jasmine Tookes, amerykańska modelka
- 1992:
  - Stefan Bötticher, niemiecki kolarz torowy
  - Bartłomiej Garbacik, polski judoka
  - Ali Ghazal, egipski piłkarz
  - Herolind Shala, kosowski piłkarz
- 1993:
  - Branden Dawson, amerykański koszykarz
  - Chavaughn Lewis, amerykański koszykarz
  - Jordan Mattern, amerykańska pływaczka
  - Amy Pejkovic, australijska lekkoatletka, skoczkini wzwyż
- 1994:
  - Anna-Lena Friedsam, niemiecka tenisistka
  - Luke Saville, australijski tenisista
  - Harry Styles, brytyjski wokalista, autor tekstów, członek zespołu One Direction, aktor
  - Talisca, brazylijski piłkarz
  - Joanna Tomala, polska strzelczyni sportowa
- 1995:
  - Jagoda Gruszczyńska, polska siatkarka plażowa
  - Eygló Gústafsdóttir, islandzka pływaczka
  - Oliver Heldens, holenderski producent muzyczny
  - Jelizawieta Komarowa, rosyjska koszykarka
  - Verena Preiner, austriacka lekkoatletka, wieloboistka
  - Mike Schneider, luksemburski piłkarz
- 1996:
  - Marcus Derrickson, amerykański koszykarz
  - Gianluigi Quinzi, włoski tenisista
  - Azurá Stevens, amerykańska koszykarka
  - Karolina Szczygieł, polska siatkarka
  - Oskar Zawada, polski piłkarz
- 1997:
  - Deng Adel, południowosudański koszykarz
  - Drew Eubanks, amerykański koszykarz
  - Florjan Jelovčan, słoweński skoczek narciarski
  - Young Multi, polski raper, autor tekstów
- 1998:
  - Kipyegon Bett, kenijski lekkoatleta, średniodystansowiec (zm. 2024)
  - Stefan Kozlov, amerykański tenisista pochodzenia macedońskiego
- 1999:
  - Mohamed Abdelmonem, egipski piłkarz
  - Ferran Jutglà, hiszpański piłkarz
  - Mohamed Zrida, marokański piłkarz
- 2000:
  - Ebrima Colley, gambijski piłkarz
  - Patrīcija Eiduka, łotewska biegaczka narciarska
  - Suvi Kokkonen, fińska siatkarka
  - Ołeksandr Nazarenko, ukraiński piłkarz
  - Maša Janković, serbska koszykarka
- 2001:
  - Jalə Əliyeva, azerska zapaśniczka
  - Sara Carić, serbska siatkarka
  - Sara Kordek, polska lekkoatletka, trójskoczkini i skoczkini w dal
  - Marcos Paulo, portugalski piłkarz pochodzenia brazylijskiego
  - Rodrigo Reyes, meksykański piłkarz
- 2002 – Brian Brobbey, holenderski piłkarz pochodzenia ghańskiego
- 2003 – Zafarbek Otaxonov, uzbecki zapaśnik
- 2004 – Keylon Batiz, nikaraguański piłkarz
- 2005:
  - Umar Muhammad Amin Mahmud Murad, egipski zapaśnik
  - Lautaro Vargas, argentyński piłkarz

## Zmarli
- 656 – Sigebert III, król Franków, święty (ur. ok. 630)
- 841 – Guifeng Zongmi, chiński mistrz chan i huayan (ur. 780)
- 850 – Ramiro I, król Asturii (ur. ok. 790)
- 997 – Gejza, książę Węgier (ur. 949)
- 1248 – Henryk II, książę Brabancji (ur. 1207)
- 1302 – Andrzej Conti, włoski franciszkanin, pustelnik, błogosławiony (ur. 1240)
- 1328 – Karol IV Piękny, król Francji (ur. 1294)
- 1388 – Nil Kerameus, patriarcha Konstantynopola (ur. ?)
- 1501 – Zygmunt, książę Bawarii-Monachium i Bawarii-Dachau (ur. 1439)
- 1502 – Olivier de la Marche, burgundzki kronikarz, poeta, dyplomata (ur. ok. 1425)
- 1510 – Zdenka z Podiebradów, księżniczka czeska, księżna Saksonii (ur. 1449)
- 1563 – Minas, cesarz Etiopii (ur. ?)
- 1617 – Stanisław Krasiński, polski szlachcic, polityk (ur. 1558)
- 1645 – Henryk Morse, angielski jezuita, męczennik, święty (ur. 1595)
- 1652 – Caspar Stein, niemiecki uczony, podróżnik, lekarz (ur. 1592)
- 1691 – Aleksander VIII, papież (ur. 1610)
- 1705 – Zofia Charlotta Hanowerska, królowa Prus, elektorowa Brandenburgii (ur. 1668)
- 1713 – Michał Apafy II, książę Siedmiogrodu (ur. 1676)
- 1718 – Marcin Leopold Zamoyski, polski polityk (ur. 1681)
- 1733 – August II Mocny, książę elektor Saksonii, król Polski (ur. 1670)
- 1735 – Jerzy Tyszkiewicz, pisarz wielki litewski, kasztelan witebski (ur. przed 1701)
- 1743 – Giuseppe Ottavio Pitoni, włoski kompozytor (ur. 1657)
- 1760 – Wilhelm VIII, landgraf Hesji-Kassel (ur. 1682)
- 1761 – Pierre-François-Xavier de Charlevoix, francuski jezuita, misjonarz, historyk (ur. 1682)
- 1767 – Sante Veronese, włoski duchowny katolicki, biskup Padwy, kardynał (ur. 1684)
- 1780:
  - Manuel de Abad e Illanar, hiszpański duchowny katolicki, biskup Córdoby i Arequipy (ur. 1713)
  - Johann Ludwig Krebs, niemiecki organista, kompozytor (ur. 1713)
- 1793 – (lub 2 lutego) William Aiton, szkocki botanik (ur. 1731)
- 1794 – Katarzyna Cottenceau, francuska męczennica, błogosławiona (ur. ok. 1733)
- 1807 – Thomas Troubridge, brytyjski arystokrata, admirał (ur. ok. 1758)
- 1810 – Jan Komarzewski, polski mineralog, wojskowy, polityk (ur. 1744)
- 1816 – András Cházár, węgierski prawnik, działacz społeczny (ur. 1745)
- 1818 – Józef Kleofas Wojciech Górski, polski duchowny katolicki, biskup kielecki (ur. 1739)
- 1829 – Georg Oechsner, austriacki baron, prawnik, wykładowca akademicki, polityk (ur. 1757)
- 1833 – Ciro Pollini, włoski lekarz, nauczyciel, botanik, mykolog, pedagog (ur. 1782)
- 1836 – John By, brytyjski podpułkownik, inżynier wojskowy (ur. 1779)
- 1837 – Fryderyk Franciszek I, wielki książę Meklemburgii-Schwerinu (ur. 1756)
- 1840:
  - Barbara Ch’oe Yŏng-i, koreańska męczennica i święta katolicka (ur. 1819)
  - Paweł Hong Yŏng-ju, koreański męczennik i święty katolicki (ur. 1802)
  - Jan Yi Mun-u, koreański męczennik i święty katolicki (ur. 1810)
- 1845:
  - Aloys Bach, niemiecki duchowny i teolog katolicki, pedagog (ur. 1770)
  - William Sturges Bourne, brytyjski polityk (ur. 1769)
- 1846 – Franciszek de Paula Pisztek, czeski duchowny katolicki, biskup pomocniczy praski, biskup tarnowski, arcybiskup metropolita lwowski i prymas Galicji i Lodomerii (ur. 1786)
- 1847 – Antoni Babiński, polski agitator narodowy na terenie Wielkopolski, emisariusz Towarzystwa Demokratycznego Polskiego (ur. 1812)
- 1851 – Mary Shelley, brytyjska pisarka, poetka (ur. 1797)
- 1852 – Bernard von Schuttenbach, austriacki mierniczy, kartograf, architekt (ur. 1773)
- 1855:
  - Claus Harms, niemiecki duchowny i teolog luterański (ur. 1778)
  - Giovanni Serafini, włoski kardynał (ur. 1786)
- 1856 – Iwan Paskiewicz, rosyjski feldmarszałek, namiestnik Królestwa Polskiego (ur. 1782)
- 1871 – Aleksandr Sierow, rosyjski kompozytor (ur. 1820)
- 1872 – Bogumił Dawison, polski aktor pochodzenia żydowskiego (ur. 1818)
- 1873 – Gertrudis Gómez de Avellaneda, hiszpańska pisarka, poetka (ur. 1814)
- 1885 – Sidney Gilchrist Thomas, brytyjski hutnik, metalurg, wynalazca (ur. 1850)
- 1888:
  - Joanna Franciszka od Nawiedzenia Maryi, włoska zakonnica, błogosławiona (ur. 1843)
  - Karol Mikolasch, polski farmaceuta (ur. 1837)
- 1891 – Konstantin Nikiforow, bułgarski major, polityk (ur. 1856)
- 1893 – Żegota Krówczyński, polski lekarz, działacz społeczny, propagator wychowania fizycznego (ur. 1848)
- 1894 – Luigi Serafini, włoski duchowny katolicki, biskup Viterbo, kardynał (ur. 1808)
- 1897 – Jeanne Merkus, holenderska filantropka, działaczka społeczna, uczestniczka powstania w Hercegowinie (ur. 1839)
- 1900 – Domenico Jacobini, włoski duchowny katolicki, nuncjusz apostolski, wikariusz generalny Rzymu, kardynał (ur. 1837)
- 1901 – Karl Kolbenheyer, niemiecki nauczyciel, działacz turystyczny, badacz Tatr (ur. 1841)
- 1902:
  - Jacopo Finzi, włoski psychiatra (ur. 1873)
  - Salomon Jadassohn, niemiecki kompozytor, teoretyk muzyki pochodzenia żydowskiego (ur. 1831)
- 1903:
  - Rudolf von Delbrück, niemiecki polityk (ur. 1817)
  - George Gabriel Stokes, irlandzki matematyk, fizyk, wykładowca akademicki (ur. 1819)
- 1905:
  - Oswald Achenbach, niemiecki malarz (ur. 1827)
  - Franz von Neumann, austriacki architekt, polityk (ur. 1844)
- 1908:
  - Milovan Glišić, serbski prozaik, dramaturg, teoretyk literatury (ur. 1847)
  - Karol I Dyplomata, król Portugalii (ur. 1863)
  - Ludwik Filip, książę portugalski, następca tronu (ur. 1887)
  - Stanisław Żółtowski, polski ziemianin, działacz gospodarczy, polityk konserwatywny (ur. 1849)
- 1910:
  - Otto Julius Bierbaum, niemiecki poeta, prozaik, dziennikarz (ur. 1865)
  - Richard Plüddemann, niemiecki architekt, radca budowlany (ur. 1846)
- 1913 – Ludwik Bouchard, polski malarz, pedagog pochodzenia francuskiego (ur. 1828)
- 1914:
  - Albert C.L.G. Günther, brytyjski zoolog, muzealnik pochodzenia niemieckiego (ur. 1830)
  - Gieorgij Skałon, rosyjski generał kawalerii, generał-gubernator warszawski i głównodowodzący wojsk Warszawskiego Okręgu Wojskowego (ur. 1847)
- 1916 – John Colgan, amerykański farmaceuta, przedsiębiorca (ur. 1840)
- 1918 – Jan Adamski, polski duchowny katolicki, działacz ludowy, publicysta (ur. 1841)
- 1919:
  - Antonio Maria Grasselli, włoski duchowny katolicki, biskup Viterbo (ur. 1827)
  - Stanisław Nowak, polski ziemianin, działacz społeczny (ur. ok. 1848)
- 1920 – Adolf Albin, rumuński szachista (ur. 1848)
- 1921 – Franciszek Joniak, polski kapitan (ur. 1894)
- 1922:
  - William Desmond Taylor, amerykański aktor, reżyser filmowy pochodzenia irlandzkiego (ur. 1872)
  - Aritomo Yamagata, japoński marszałek polny, polityk (ur. 1838)
- 1923:
  - Ernst Troeltsch, niemiecki teolog ewangelicki, filozof, wykładowca akademicki, polityk (ur. 1865)
  - Alojzy Variara, włoski salezjanin, misjonarz, błogosławiony (ur. 1875)
- 1924:
  - Edward Natan Frenk, polski historyk, publicysta, tłumacz pochodzenia żydowskiego (ur. 1862)
  - Maurice Brazil Prendergast, amerykański malarz, ilustrator, projektant pochodzenia kanadyjskiego (ur. 1858)
- 1926 – Johannes Gad, niemiecki fizjolog, wykładowca akademicki (ur. 1842)
- 1928 – Wincenty Stroka, polski filozof, poeta, poliglota, tłumacz, nauczyciel (ur. 1837)
- 1929 – Karl Lindeman, rosyjski zoolog, entomolog, wykładowca akademicki pochodzenia niemieckiego (ur. 1843)
- 1930 – Stanisław Krzysik, polski podpułkownik dyplomowany piechoty, hydrobiolog (ur. 1895)
- 1931 – Władysław Zawadzki, polski lekarz, działacz na rzecz wychowania fizycznego (ur. 1858)
- 1932:
  - Farabundo Martí, salwadorski wojskowy, polityk komunistyczny, działacz chłopski (ur. 1893)
  - Janusz Rypuszyński, polski architekt, inżynier budownictwa, polityk, burmistrz i komisarz rządowy Tarnowa (ur. 1848)
- 1933:
  - Władysław Kaczmarski, polski architekt (ur. 1848)
  - Rozalia Nusbaum-Hilarowicz, polska przyrodniczka, nauczycielka (ur. 1859)
- 1934 – Agustín Blessing Presinger, niemiecki duchowny katolicki, wikariusz apostolski Limón w Kostaryce (ur. 1868)
- 1935:
  - Bolesław Limanowski, polski historyk, socjolog, działacz socjalistyczny, polityk, senator RP (ur. 1835)
  - Ernest Marsh Poate, amerykański prawnik, psychiatra, wykładowca akademicki (ur. 1884)
- 1936 – Jeorjos Kondilis, grecki generał, polityk, premier Grecji (ur. 1878)
- 1937 – Gejza Bukowski von Stolzenburg, polski geolog, kartograf, paleontolog (ur. 1858)
- 1939 – Adam Marceli Piwowar, polski geolog, polarnik, wykładowca akademicki, samorządowiec (ur. 1874)
- 1940 – Jan Morawski, polski prawnik, polityk, kierownik resortu sprawiedliwości (ur. 1878)
- 1941:
  - Walter Abbott, angielski piłkarz (ur. 1877)
  - Antoni Bednarczyk, polski aktor, reżyser teatralny (ur. 1876)
  - Jan Garczyński, polski kleryk, Sługa Boży (ur. 1914)
  - William Gibbs McAdoo, amerykański polityk (ur. 1863)
- 1943:
  - Foy Draper, amerykański lekkoatleta, sprinter, pilot wojskowy (ur. 1913)
  - Wolfgang Fischer, niemiecki generał (ur. 1888)
  - Stefan Pachnowski, polski prawnik, samorządowiec, prezydent Włocławka (ur. 1892)
  - Bernard Połoniecki, polski księgarz, wydawca pochodzenia żydowskiego (ur. 1861)
- 1944:
  - Zbigniew Gęsicki, polski harcerz (ur. 1919)
  - Franz Kutschera, austriacki funkcjonariusz nazistowski, dowódca SS i Policji na Dystrykt Warszawski (ur. 1904)
  - Piet Mondrian, holenderski malarz (ur. 1872)
  - Kazimierz Sott, polski żołnierz AK (ur. 1922)
- 1945:
  - Raszko Atanasow, bułgarski generał major, polityk (ur. 1914)
  - Iwan Bagrianow, bułgarski prawnik, agronom, polityk, premier Bułgarii (ur. 1891)
  - Teresa Bogusławska, polska poetka (ur. 1929)
  - Dobri Bożiłow, bułgarski bankier, polityk, premier Bułgarii (ur. 1884)
  - Petyr Gabrowski, bułgarski adwokat, polityk, tymczasowy premier Bułgarii (ur. 1898)
  - Paweł Kontny, polski duchowny katolicki (ur. 1910)
  - Aleksandyr Radołow, bułgarski polityk (ur. 1883)
  - Isa Sułtanow, radziecki starszy porucznik (ur. 1917)
- 1947:
  - Filippo Cortesi, włoski duchowny katolicki, arcybiskup, nuncjusz apostolski (ur. 1876)
  - Stanisław Grolicki, polski aktor (ur. 1892)
  - Adolf Winkelmann, niemiecki lekarz, zbrodniarz nazistowski (ur. 1887)
  - Aleksander Załęski, polski generał brygady (ur. 1875)
- 1949 – Stanisław Kozierowski, polski duchowny katolicki, historyk, onomasta, wykładowca akademicki (ur. 1874)
- 1950:
  - Henri Galau, francuski rugbysta (ur. 1897)
  - Marcel Mauss, francuski socjolog, antropolog (ur. 1872)
  - Pierre Prüm, luksemburski prawnik, polityk, premier Luksemburga (ur. 1886)
- 1951 – Czesław Idźkiewicz, polski malarz, pedagog (ur. 1889)
- 1952 – Thomas Bohrer, austriacki łyżwiarz szybki (ur. 1887)
- 1954 – Rosa Schapire, niemiecka historyk sztuki, kolekcjonerka pochodzenia żydowskiego (ur. 1874)
- 1957 – Friedrich Paulus, niemiecki feldmarszałek (ur. 1890)
- 1958 – Clinton Joseph Davisson, amerykański fizyk, wykładowca akademicki, laureat Nagrody Nobla (ur. 1881)
- 1964 – William Howard Livens, brytyjski kapitan, inżynier wojskowy (ur. 1889)
- 1965 – Einar Berntsen, norweski żeglarz sportowy (ur. 1891)
- 1966:
  - Hedda Hopper, amerykańska aktorka (ur. 1885)
  - Buster Keaton, amerykański aktor, komik, reżyser i scenarzysta filmowy (ur. 1895)
- 1967 – Zygmunt Czubiński, polski botanik, działacz ochrony przyrody, wykładowca akademicki (ur. 1912)
- 1968:
  - Wiera Czajkowska, polska wszechstronna lekkoatletka (ur. 1907)
  - Willy Jäggi, szwajcarski piłkarz (ur. 1906)
- 1969:
  - Edgar Nemir, amerykański zapaśnik (ur. 1910)
  - Stanisław Paczka, polski saneczkarz (ur. 1945)
- 1970:
  - Glenard P. Lipscomb, amerykański polityk (ur. 1915)
  - Stefan Ritteman, polski prawnik, wykładowca akademicki (ur. 1904)
- 1971:
  - Raoul Hausmann, austriacki malarz, fotograf (ur. 1886)
  - Amiet-Chan Sułtan, radziecki pilot wojskowy, as myśliwski (ur. 1920)
- 1972:
  - Joseph T. McNarney, amerykański generał (ur. 1893)
  - Helena Sikorska, polska działaczka społeczna (ur. 1888)
- 1973 – Angelina (Afanasjewa), rosyjska mniszka prawosławna (ur. 1894)
- 1974 – Nikołaj Abramczuk, radziecki pilot wojskowy, as myśliwski (ur. 1912)
- 1975:
  - Mychajło Rudnycki, ukraiński prozaik, poeta, literaturoznawca, krytyk literacki, tłumacz (ur. 1889)
  - Paweł Szydło, polski bokser, trener (ur. 1904)
- 1976:
  - Werner Heisenberg, niemiecki fizyk teoretyk, filozof nauki, wykładowca akademicki, laureat Nagrody Nobla (ur. 1901)
  - Władysław Królikiewicz, polski scenograf, malarz, piosenkarz, aktor kabaretowy (ur. 1898)
  - Hans Richter, niemiecki reżyser filmowy (ur. 1888)
  - George Whipple, amerykański lekarz, laureat Nagrody Nobla, wykładowca akademicki (ur. 1878)
- 1977 – Jan Hauzer, polski działacz komunistyczny i związkowy (ur. 1904)
- 1978:
  - Tadeusz Mrugacz, polski polityk, poseł na Sejm PRL, prezydent Krakowa (ur. 1907)
  - Bernard Santona, francuski lekkoatleta, sprinter (ur. 1921)
- 1980:
  - Antoni Bieszczad, polski rzeźbiarz (ur. 1915)
  - Gastone Nencini, włoski kolarz szosowy (ur. 1930)
- 1981:
  - Donald Douglas, amerykański przedsiębiorca lotniczy (ur. 1892)
  - Irena Kwinto, polska bajkopisarka (ur. 1914)
- 1984:
  - Adam Sokołowski, polski lekarz, taternik (ur. 1898)
  - Hans Vinjarengen, norweski kombinator norweski (ur. 1905)
- 1986 – Alva Myrdal, szwedzka dyplomatka, socjolog, laureatka Pokojowej Nagrody Nobla (ur. 1902)
- 1987:
  - Alessandro Blasetti, włoski reżyser i scenarzysta filmowy (ur. 1900)
  - Jan Wilczek, polski pisarz (ur. 1916)
- 1988 – Heather O’Rourke, amerykańska aktorka (ur. 1975)
- 1989:
  - Jerzy Abratowski, polski kompozytor (ur. 1929)
  - Wiesław Kazanecki, polski poeta (ur. 1939)
  - Erik Persson, szwedzki piłkarz, trener (ur. 1909)
- 1990:
  - Peter Racine Fricker, brytyjski kompozytor (ur. 1920)
  - Asan Tajmanow, rosyjski matematyk, wykładowca akademicki pochodzenia kazachskiego (ur. 1917)
  - Jadwiga Wajsówna, polska lekkoatletka, dyskobolka (ur. 1912)
- 1991:
  - Hanna Czajkowska, polska graficzka, ilustratorka, malarka (ur. 1917)
  - Anna Malec, polska śpiewaczka ludowa (ur. 1910)
  - Stanisłau Szuszkiewicz, białoruski poeta, prozaik (ur. 1908)
- 1992 – Ditão, brazylijski piłkarz (ur. 1938)
- 1994:
  - Marcelo Bonevardi, argentyński malarz (ur. 1929)
  - Hubert Kessler, węgierski geograf, geolog, hydrolog, speleolog, alpinista (ur. 1907)
  - Jewgienij Korotkiewicz, rosyjski geograf, badacz polarny, wykładowca akademicki (ur. 1918)
- 1995:
  - Róbert Antal, węgierski piłkarz wodny pochodzenia żydowskiego (ur. 1921)
  - Lajos Balthazár, węgierski szpadzista (ur. 1921)
  - Yngve Gamlin, szwedzki aktor, reżyser filmowy (ur. 1926)
  - Karl Gruber, austriacki polityk, dyplomata (ur. 1909)
  - Harry Merkel, niemiecki kierowca wyścigowy (ur. 1918)
  - Stanisława Zajchowska, polska geograf, wykładowczyni akademicka (ur. 1908)
- 1996 – Siergiej Aganow, radziecki dowódca wojskowy, marszałek wojsk inżynieryjnych (ur. 1917)
- 1998 – Juliusz Znamierowski, polski pisarz, scenarzysta telewizyjny (ur. 1912)
- 2000:
  - Henry Mann, amerykański statystyk i matematyk (ur. 1905)
  - Adam Meus, polski konstruktor lotniczy, szybownik (ur. 1925)
- 2001:
  - Marcin Kołodyński, polski dziennikarz, aktor, prezenter telewizyjny (ur. 1980)
  - John C. Pierrakos, amerykański psychiatra, psychoterapeuta (ur. 1921)
- 2002:
  - Hildegard Knef, niemiecka aktorka, piosenkarka (ur. 1925)
  - Daniel Pearl, amerykański dziennikarz (ur. 1963)
- 2003:
  - Ofiary katastrofy promu Columbia:
    - Michael P. Anderson, amerykański astronauta (ur. 1959)
    - David Brown, amerykański astronauta (ur. 1956)
    - Kalpana Chawla, amerykańska astronautka (ur. 1961)
    - Laurel Clark, amerykańska astronautka (ur. 1961)
    - Rick Husband, amerykański astronauta (ur. 1957)
    - William McCool, amerykański astronauta (ur. 1961)
    - Ilan Ramon, izraelski astronauta (ur. 1955)
- 2003:
  - Roman Bąk, polski szachista, sędzia, działacz i dziennikarz szachowy (ur. 1908)
  - Mongo Santamaria, kubański perkusista jazzowy (ur. 1922)
- 2004:
  - Ewald Cebula, polski piłkarz (ur. 1917)
  - Otto Wilhelm Fischer, austriacki aktor (ur. 1915)
  - Ally MacLeod, szkocki trener piłkarski (ur. 1931)
  - Maciej Szumowski, polski dziennikarz, reżyser filmów dokumentalnych (ur. 1939)
- 2005:
  - Sami Krounful, libański dyplomata (ur. 1940)
  - John Vernon, kanadyjski aktor (ur. 1932)
- 2006:
  - Feliks Bednarski, polski dominikanin, teolog, filozof (ur. 1911)
  - Samuel Goddard, amerykański polityk (ur. 1919)
- 2007:
  - Whitney Balliett, amerykański dziennikarz muzyczny (ur. 1926)
  - Gian Carlo Menotti, amerykański kompozytor, librecista pochodzenia włoskiego (ur. 1911)
  - Antonio María Javierre Ortas, hiszpański kardynał (ur. 1921)
  - Gisèle Pascal, francuska aktorka (ur. 1923)
  - Witold Rybarczyk, polski agronom, wykładowca akademicki (ur. 1946)
- 2008:
  - Władysław Kawula, polski piłkarz (ur. 1937)
  - Henryk Lewandowski, polski działacz środowisk represjonowanych (ur. 1929)
  - Katoucha Niane, francuska modelka (ur. 1960)
  - Robert Tetsu, francuski rysownik (ur. 1913)
- 2009:
  - Peter Howson, australijski polityk (ur. 1919)
  - Jim McWithey, amerykański kierowca wyścigowy (ur. 1927)
- 2010:
  - Izz ad-Din al-Araki, marokański polityk, premier Maroka (ur. 1929)
  - David Brown, amerykański aktor, reżyser i producent filmowy (ur. 1916)
  - Steingrímur Hermannsson, islandzki polityk, premier Islandii (ur. 1928)
  - Bobby Kirk, szkocki piłkarz (ur. 1927)
  - Justin Mentell, amerykański aktor (ur. 1982)
- 2011 – Stanisław Michalski, polski aktor (ur. 1932)
- 2012:
  - Angelo Dundee, amerykański trener bokserski (ur. 1921)
  - Andrzej Gaberle, polski profesor nauk prawnych, kryminolog, polityk (ur. 1937)
  - Ton de Kruyf, holenderski kompozytor (ur. 1937)
  - Ladislav Kuna, słowacki piłkarz, trener (ur. 1947)
  - Ingolf Mork, norweski skoczek narciarski (ur. 1947)
  - Andrzej Sztolf, polski skoczek narciarski (ur. 1941)
  - Wisława Szymborska, polska poetka, laureatka Nagrody Nobla (ur. 1923)
- 2013:
  - Omar Henry, amerykański bokser (ur. 1987)
  - Wladimir Jengibarian, rosyjski bokser (ur. 1932)
  - Boris Katałymow, kazachski szachista (ur. 1932)
  - Ed Koch, amerykański prawnik, pisarz, krytyk literacki, komentator polityczny, polityk (ur. 1924)
  - Robin Sachs, brytyjski aktor (ur. 1951)
  - Ingo Swann, amerykański parapsycholog, medium, pisarz, malarz (ur. 1933)
- 2014:
  - Luis Aragonés, hiszpański piłkarz, trener (ur. 1938)
  - Stefan Bożkow, bułgarski piłkarz, trener (ur. 1923)
  - Wasilij Pietrow, rosyjski generał, marszałek ZSRR, polityk (ur. 1917)
  - Dave Power, australijski lekkoatleta, długodystansowiec (ur. 1928)
  - Maximilian Schell, austriacki aktor (ur. 1930)
- 2015:
  - Aldo Ciccolini, włoski pianista (ur. 1925)
  - Monty Oum, amerykański animator, aktor głosowy (ur. 1981)
  - Wiktor Szechowcew, ukraiński piłkarz (ur. 1940)
- 2016:
  - Ali Beratlıgil, turecki piłkarz, trener piłkarski (ur. 1931)
  - Jon Bunch, amerykański wokalista, kompozytor, członek zespołów: Sense Field, Further Seems Away i War Generation (ur. 1970)
  - Michał Jagiełło, polski taternik, alpinista, ratownik górski, przewodnik tatrzański, prozaik, poeta, eseista, publicysta (ur. 1941)
  - Jan Lipiński, polski ekonomista, działacz podziemia niepodległościowego w czasie II wojny światowej (ur. 1918)
  - Óscar Humberto Mejía Victores, gwatemalski generał, polityk, prezydent Gwatemali (ur. 1930)
  - Tadeusz Szantruczek, polski teoretyk i krytyk muzyczny (ur. 1931)
  - Jerzy Woydyłło, polski dziennikarz, publicysta, uczestnik powstania warszawskiego (ur. 1930)
- 2017:
  - Desmond Carrington, brytyjski aktor, dziennikarz radiowy (ur. 1926)
  - Jacek Czajewski, polski automatyk, żeglarz, kapitan żeglugi wielkiej (ur. 1936)
  - Étienne Tshisekedi, kongijski polityk (ur. 1932)
  - Tadeusz Zwiedryński, polski działacz podziemia antykomunistycznego i opozycji demokratycznej w okresie PRL (ur. 1928)
- 2018:
  - Clifford Bourland, amerykański lekkoatleta, sprinter (ur. 1921)
  - Édouard Ferrand, francuski samorządowiec, polityk, eurodeputowany (ur. 1965)
  - Albin Ossowski, polski aktor (ur. 1922)
  - Marcin Walenczykowski, polski gitarzysta, kompozytor, multiinstrumentalista (ur. 1980)
  - Wojciech Wójcik, polski reżyser i scenarzysta filmowy (ur. 1943)
- 2019:
  - Bożena Aksamit, polska dziennikarka (ur. 1966)
  - Ursula Karusseit, niemiecka aktorka (ur. 1939)
  - Mieczysław Mełnicki, polski dżokej, trener i hodowca koni (ur. 1938)
  - Edit Perényiné Weckinger, węgierska gimnastyczka sportowa (ur. 1923)
  - Florian Skulski, polski śpiewak operowy (baryton) (ur. 1936)
  - Josef Sorinow, izraelski piłkarz (ur. 1946)
  - Clive Swift, brytyjski aktor (ur. 1936)
- 2020:
  - Péter Andorai, węgierski aktor (ur. 1948)
  - Ilie Bărbulescu, rumuński piłkarz, trener (ur. 1957)
  - Andy Gill, brytyjski gitarzysta rockowy, producent muzyczny, członek zespołu Gang of Four (ur. 1956)
  - Hubert Meller, polski dyplomata (ur. 1913)
- 2021:
  - Edward Babiuch, polski ekonomista, polityk, poseł na Sejm, członek Rady Państwa i premier PRL (ur. 1927)
  - Marcin Babraj, polski duchowny katolicki, dominikanin, rekolekcjonista, dziennikarz (ur. 1933)
  - Emil J. Freireich, amerykański biolog, onkolog (ur. 1927)
  - Jerzy Gąssowski, polski archeolog (ur. 1926)
  - Robert C. Jones, amerykański montażysta i scenarzysta filmowy (ur. 1937)
  - Marian Piotr Rawinis, polski pisarz, dziennikarz (ur. 1953)
  - Tamara Ryłowa, rosyjska łyżwiarka szybka (ur. 1931)
  - Đuro Savinović, chorwacki piłkarz wodny, trener (ur. 1950)
  - Ryszard Szurkowski, polski kolarz szosowy, trener, działacz sportowy (ur. 1946)
  - Bob Wilkinson, angielski rugbysta (ur. 1951)
- 2022:
  - Marian Dobrosielski, polski filozof, dyplomata, działacz komunistyczny (ur. 1923)
  - Remi Joseph De Roo, kanadyjski duchowny katolicki, biskup Victorii (ur. 1924)
  - Shintarō Ishihara, japoński pisarz, polityk (ur. 1932)
  - Paweł Malaka, polski piłkarz ręczny (ur. 1937)
  - Stanisław Olejniczak, polski koszykarz (ur. 1938)
  - Wolfgang Schwanitz, niemiecki generał (ur. 1930)
  - Bogdan Walczak, polski językoznawca, polonista, slawista (ur. 1942)
  - Jon Zazula, amerykański producent muzyczny (ur. 1952)
- 2023:
  - Benny Dollo, indonezyjski trener piłkarski (ur. 1950)
  - Edward Jankowski, polski piłkarz ręczny, trener (ur. 1950)
  - Leonard Pietraszak, polski aktor (ur. 1936)
  - Shinta Ratri, indonezyjska aktywistka na rzecz osób transpłciowych (ur. 1962)
  - George P. Wilbur, amerykański aktor, kaskader (ur. 1941)
- 2024:
  - Feridun Erol, polski reżyser, scenarzysta i operator filmowy (ur. 1938)
  - Michel Jazy, francuski lekkoatleta, długodystansowiec (ur. 1936)
  - Nereo Odchimar, filipiński duchowny katolicki, biskup Tandag (ur. 1940)
  - Honesto Pacana, filipiński duchowny katolicki, biskup Malaybalay (ur. 1933)
  - Burkhard Pape, niemiecki piłkarz, trener (ur. 1932)
  - Krystyna Ungeheuer-Mietelska, polska tancerka, choreografka (ur. 1932)
  - Carl Weathers, amerykański aktor (ur. 1948)
- 2025:
  - Adam Barteczko, polski dziennikarz sportowy (ur. 1953)
  - Renato Corsetti, włoski ekonomista, językoznawca, esperantysta, prezes TEJO (ur. 1941)
  - Isuf Dedushaj, kosowski immunolog, epidemiolog, nauczyciel akademicki, publicysta (ur. 1951)
  - Bogdan Dowlasz, polski akordeonista, kompozytor, pedagog muzyczny (ur. 1949)
  - Jacek Dyrzyński, polski malarz (ur. 1946)
  - Sylwester Kaczyński, polski bokser (ur. 1937)
  - Horst Köhler, niemiecki ekonomista, polityk, prezydent Niemiec (ur. 1943)
  - Alberto Leguelé, brazylijski piłkarz (ur. 1953)
  - John Montagu, brytyjski arystokrata, przedsiębiorca (ur. 1943)
  - Mateo Sierra Bardají, hiszpański rolnik, związkowiec, polityk, eurodeputowany (ur. 1936)
  - Wojciech Trzciński, polski kompozytor, aranżer, pianista, gitarzysta (ur. 1949)
  - Leon Wróbel, polski żeglarz sportowy (ur. 1954)
  - Arkadiusz Wudarski, polski prawnik (ur. 1972)